# 高雄車站
高雄車站，或稱高雄火車站，（臺羅：Ko-hiông hué-tshia-thâu）、高雄車頭（臺羅：Ko-hiông tshia-thâu），常被簡稱為「高火」，高雄捷運廣播名稱為「高雄車站（Kaohsiung Main Station）」（臺羅：Ko-hiông tshia-tsām）。位於高雄市三民區，為臺灣鐵路公司及高雄捷運的地下化鐵路車站。該站為臺鐵縱貫線南段與屏東線及高雄捷運紅線的連接點，本站位處高雄市兩大城鎮左營跟鳳山的中心，且為高雄市區最重要的鐵路車站，也是高雄都會區與南臺灣重要的交通轉運樞紐，該車站地下化前向外延伸之鐵軌也常被居民用來劃分北高雄、南高雄的市區區域界線，毗鄰的高雄公車站是多條高雄市公車路線的起始站，長途客運也在周邊設有據點或轉運站，2024年底行政院正式拍板高鐵南延高雄車站，工期長達11年預計最快2039年完工。
現今的高雄車站站房是高雄市區鐵路地下化計畫中改建的地下化站體，2018年9月5日第一期工程完工高雄捷運進駐永久站體營運，台鐵因勘驗進度落後於一個月後的10月14日進駐營運。臺灣日治時期興建的原前站帝冠式站體於2002年被往東南方遷移82公尺保存，2021年9月15日遷回原處成為地標及地下化站體的主要往南地面出入口，整體工程計畫於2025年完工，配合縱貫線雙軌和電氣化工程興建的原後站站房則直接被拆除。原前站站體和一月台間放置的鐵路電氣化殉職人員紀念碑、及原前站站前花圃裡的鯉魚形狀噴泉，曾被移至高雄鐵路地下化展示館（原前站帝冠式站體）旁暫放。

## 歷史

### 臺鐵高雄車站

#### 第一至第二代站房
在縱貫鐵路開始興建之前，由日本軍興建的「臺灣陸軍補給廠輕便鐵道」路線便已鋪設到現在哨船頭第一船渠附近，並在當地設立「臺灣陸軍補給廠打狗辦事處」:9。後來在1889年，為配合縱貫鐵路南部線興建，由「臨時臺灣鐵道鋪設部」（臺灣總督府交通局鐵道部前身）接收這條輕便鐵道的「打狗－臺南」段，以便由打狗港運送興建縱貫鐵路南部線的材料:9。第一代「打狗停車場」（車站於當時稱之為停車場）興建於1900年3月，位置為鹽埕埔車路頂山下町十七番地，大約在今天的鼓山一路87巷口一帶:9，1900年（明治33年）11月29日，隨著縱貫線「打狗—臺南」段通車，「打狗停車場」正式開始營運。 :101907年由打狗另闢「鳳山支線」，經由三塊厝、大港至鳳山，此後陸續延伸至屏東，為今屏東線之前身。
第一代打狗停車場腹地受制於打狗山與後壁港河道，離高雄港也尚有一段距離，轉運不便。臺灣總督府交通局鐵道部便在1904年6月到1907年8月填埋供新站場使用的埋立地（3萬8千多坪），之後在1908年進行車站南遷工程，1908年5月5日完成站場整備後，第一代打狗停車場在1908年6月1日開始拆除:15。第二代打狗停車場則在1908年9月15日完工，其位置在今天站房的北邊，正對著臨海三路:16。
1920年隨著臺灣行政區劃改制，「打狗」改稱「高雄」，站名遂於當年10月1日從「打狗停車場」、「打狗驛」更名為「高雄驛」（日语：／〔〕 Takao eki ? ）:44 。考慮過去因財政因素而採取的速成主義，導致臺灣總督府所轄的鐵道體質不佳。在1926年生野團六擔任臺灣總督府交通局長後，一改昔日態度，對台灣交通建設提出了一連串的改善計畫。其中鐵道部提出以700萬改善基隆、臺北、高雄三站的計畫，然而因為財政因素，最後高雄驛的改善僅以50萬預算通過:67。同時高雄與臺南之間的複線工程也逐步推進，於1933年9月複線工程完工後，列車班次得以增加:67。

#### 第三代站房

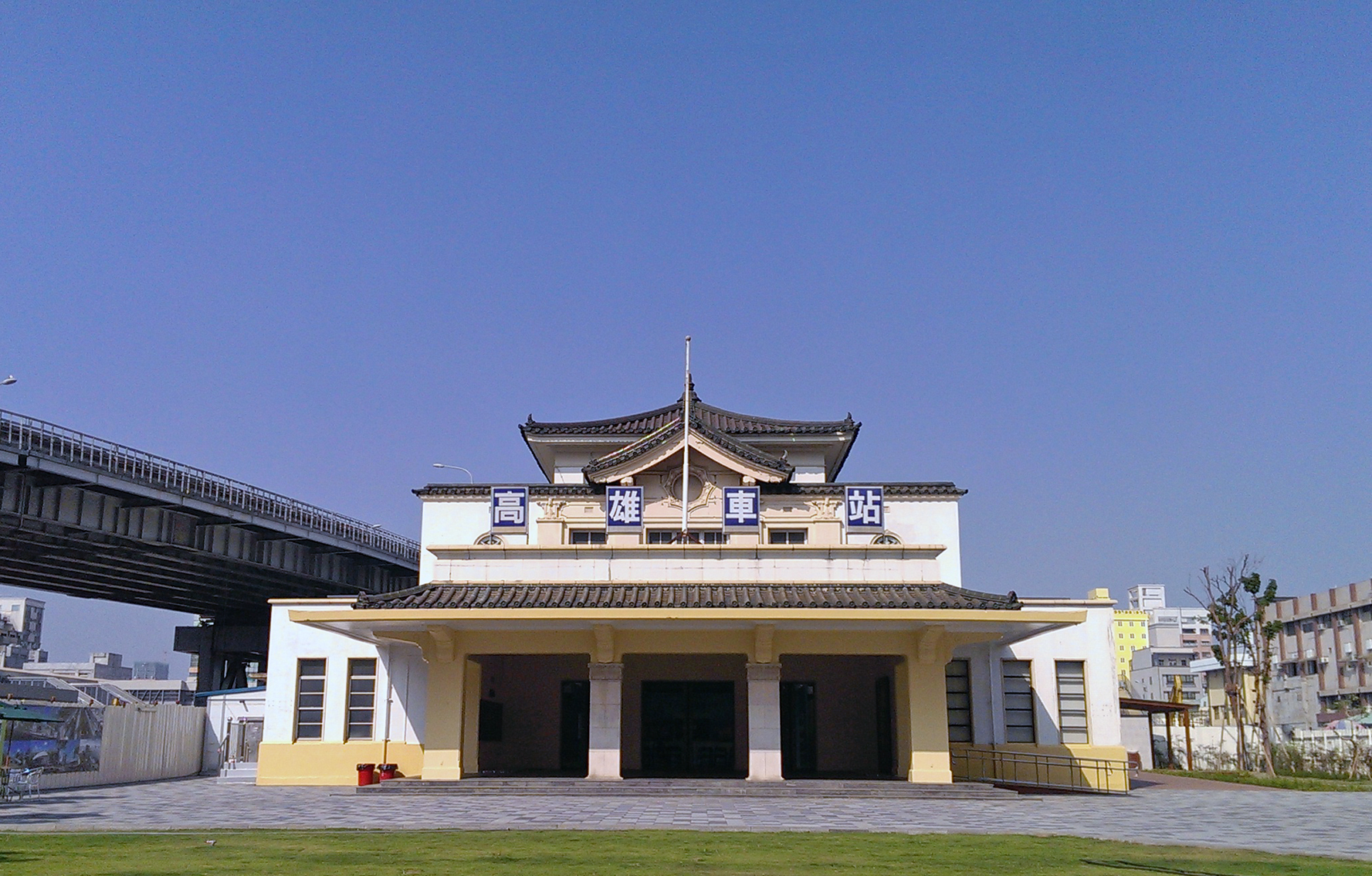
第三代站房出入口大廳，2013年－2020年為「高雄鐵路地下化展示館」，2021年底前已遷回新車站門口。
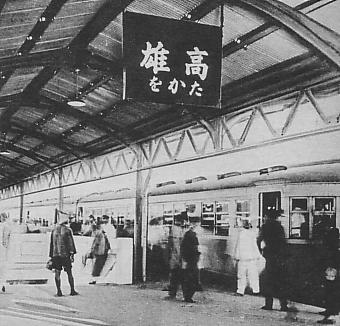
日治時期的高雄驛月台，可見當時仍使用歷史假名遣拼寫的「たかを」
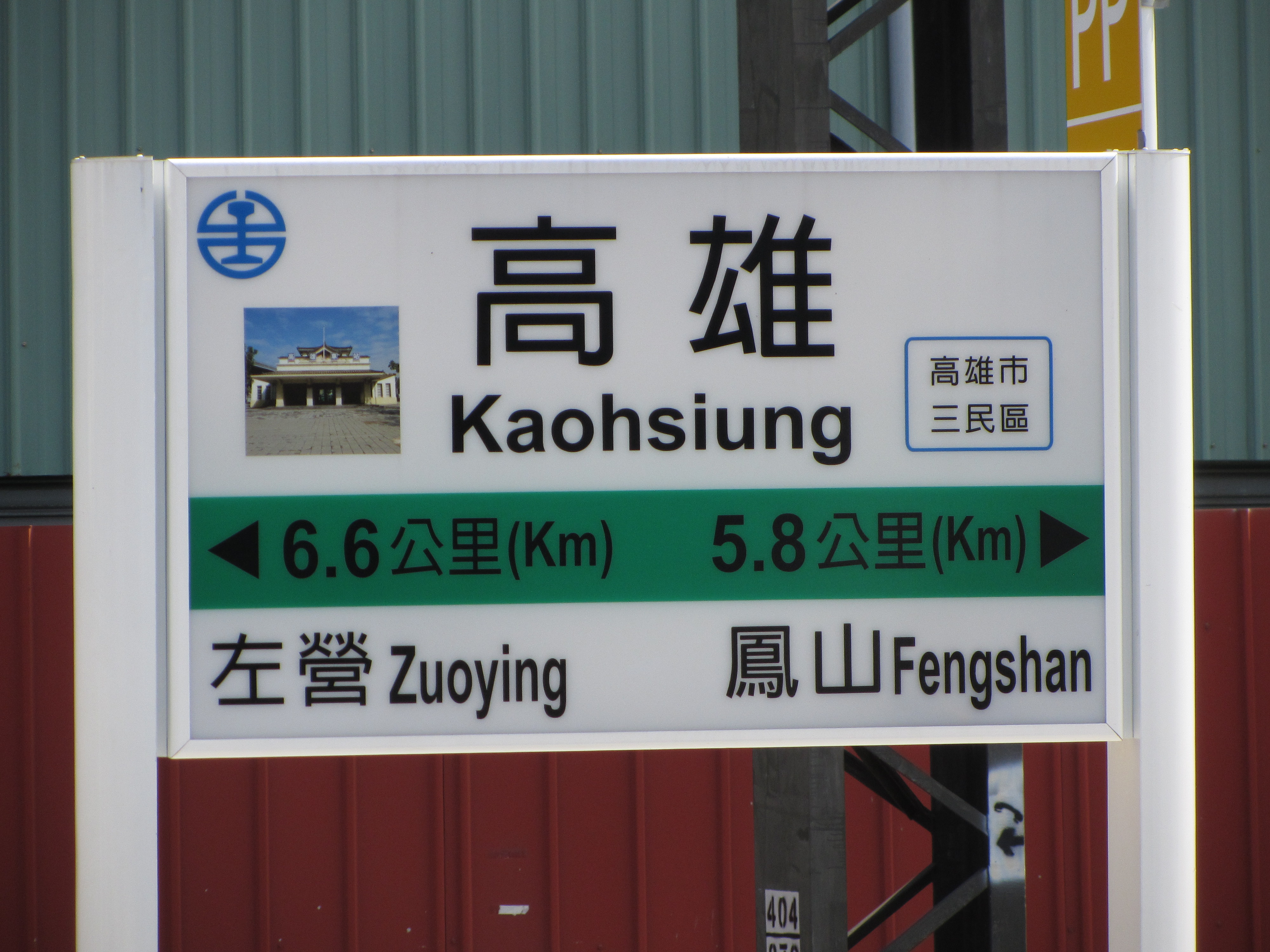
舊高雄車站相鄰車站里程告示牌
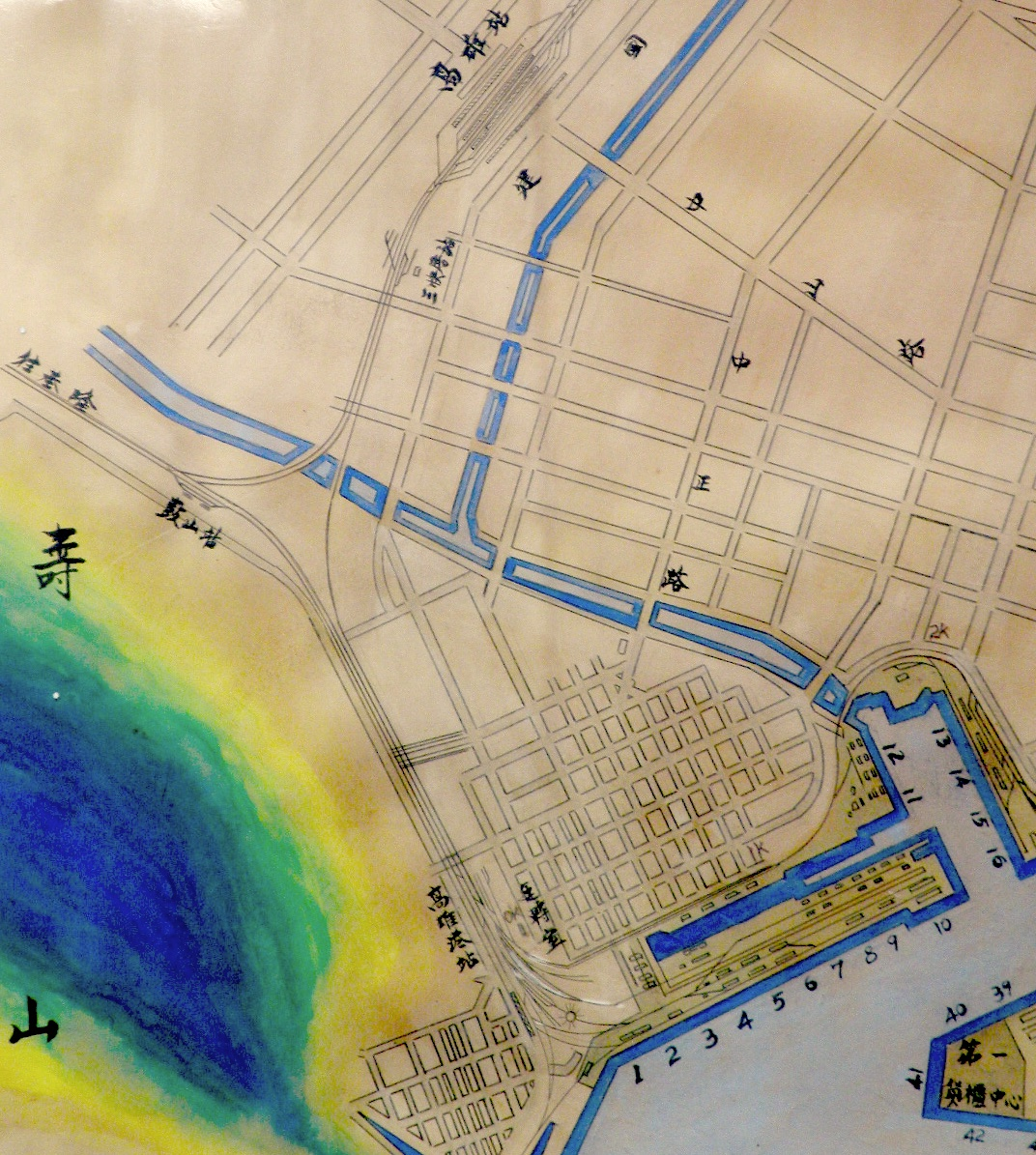
鼓山、高雄、高雄港路線圖

第三代站房為高雄車站遷入現址的第一代站房。

高雄車站附近軌道示意圖（未列出臨港線支線、未依實際距離繪製）

1930年代，高雄市逐漸發展，1910年代開發的舊市區（今哈瑪星與鹽埕區）已經趨近飽和，高雄州遂於1936年發表「大高雄都市計畫」，該計畫除將高雄市定位成重工業都市（尤以軍需工業為重點）外，隨著鐵路客運量與貨運量顯著增加，舊有的高雄車站漸不敷使用，因此配合都市計畫，於當時仍屬未開發地帶、腹地寬廣的大港設置「高雄新驛」，作為新的市區中心；另外也一併將新車站周圍的新市區開發納入考量，由內而外為商業區、住宅區與工業區，並以設計作為貨運輸送骨幹的環狀鐵路（今高雄臨港線）作為市區界線:71。新車站於1939年動工興建、1940年完工，1941年6月20日高雄車站正式啟用，同日原高雄車站改稱高雄港車站。新高雄車站有三座島式及一座岸式月臺，除了岸式月臺就在車站站房後方而以平面通道連接外，其餘皆以地下道連接，是高雄最早的人行地下道。在建築樣式上，新車站為具有濃厚日本傳統風格的「帝冠式建築」—站房主體採取西方古典建築形式，屋頂則設計為日本皇宮建築常用的帝冠式屋頂；建築正面近似「高」字。新高雄站址距鳳山支線時代即有的三塊厝驛極近，稍後便在客貨運方面完全接替業務，終至廢止。
配合十大建設鐵路電氣化興建的北側、博愛九如路口的高雄車站後站於1971年10月31日啟用，擁有廣大但規摸較前站小的站前廣場及接送車道，啟用當時是台鐵有後站的車站中，規模最大的。

#### 臨時站房

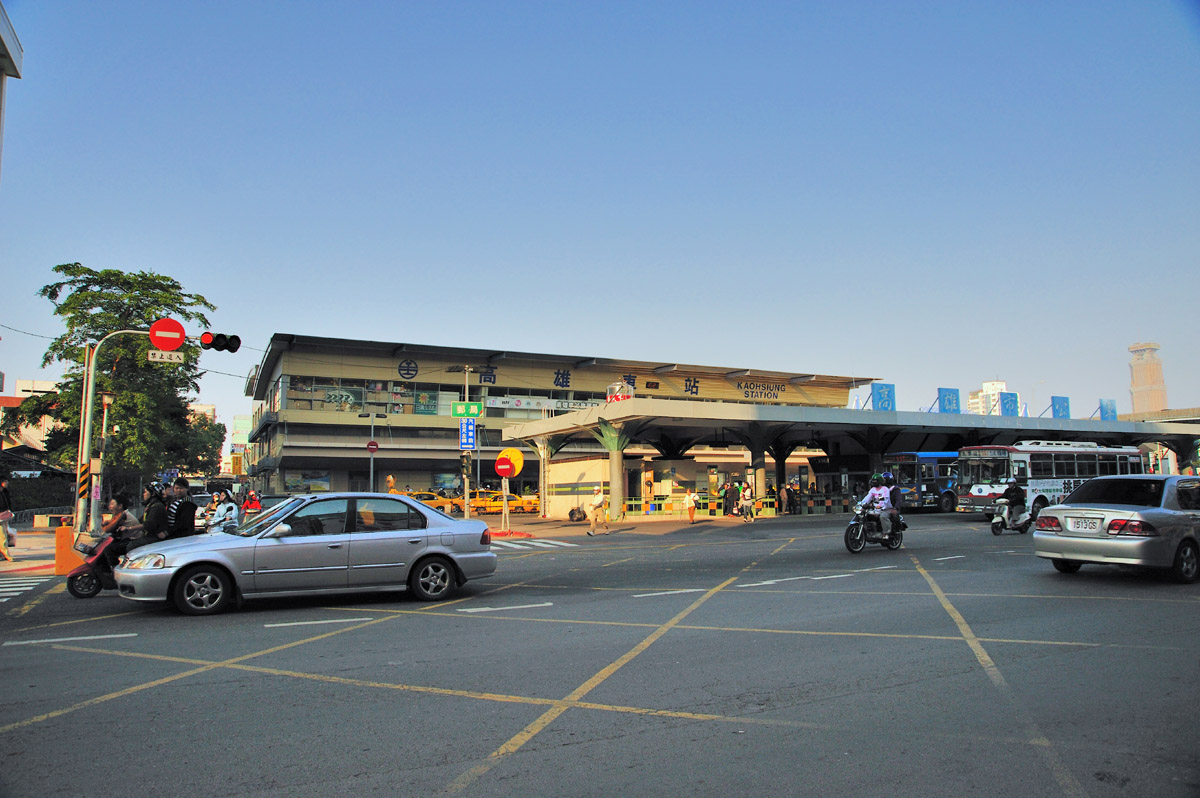
臨時站房前站

因高雄市區鐵路地下化計畫及高雄捷運紅線工程需要，而於西側另建臨時站房，整體包括前站、後站、及跨站天橋，2002年3月啟用。舊前站站房出入口大廳（高雄車站帝冠式站體）被向東南移動82.6公尺保存。移動工程於2002年3月28日開工，同日臨時車站啟用，8月16日帝冠式站體開始移動，至29日到定位。售票大廳、鐵路餐廳被拆除，但部分外牆得以保留。帝冠式站體由高雄市政府修建為「高雄願景館」。後站則直接拆除以騰出工程空間。
月臺配置因施工需要而有多次改變（詳見下文「歷史月臺配置」一節）。2011年3月19日起第三月臺B側和第四月臺因地下化工程的需要而停用，北上列車改成第一月臺（小月台改建）為主要停靠月臺，南下列車改成第二月臺為主要停靠月臺，第三月臺A側主要停靠觀光列車以及高雄機廠員工的通勤列車（為第1階段臨時站場）。2012年5月27日起第一月臺、第二月臺和第三月臺A側停用拆除以騰出地下永久站房施工空間，同時第三月臺B側、第四月臺、第五月臺啟用，北上列車從第一月臺改為第四月臺成為主要停靠月臺，南下列車從第二月臺改為第五月臺成為主要停靠月臺，而觀光列車以及高雄機廠員工的通勤列車則是由第三月臺A側改到B側繼續使用（為第2階段臨時站場）。
2018年10月13日22時13分，發出北上最後一班潮州往永康3288次區間列車；同日22時27分（實際上誤點2分於22時29分開車）發出南下最後一班七堵往潮州141次自強號列車後，原平面月臺及鐵軌正式走入歷史。臨時站房在2018年10月臺鐵遷入地下永久站房營運後陸續停用，前站於2018年12月拆除，後站作為通道繼續使用至2019年2月16日，在平面通道開放後停用拆除，自啟用到全部停用為止長達16餘年。
- 2013年9月30日：啟用多卡通刷卡機，可使用悠遊卡、一卡通及icash付費。
- 2016年4月21日：改點後本站開始停靠普悠瑪號。
- 2018年1月，拆除公車站。
- 2018年3月28日，因鐵路地下化工程施工時挖斷電線導致全站大停電[12]。

#### 第四代站房

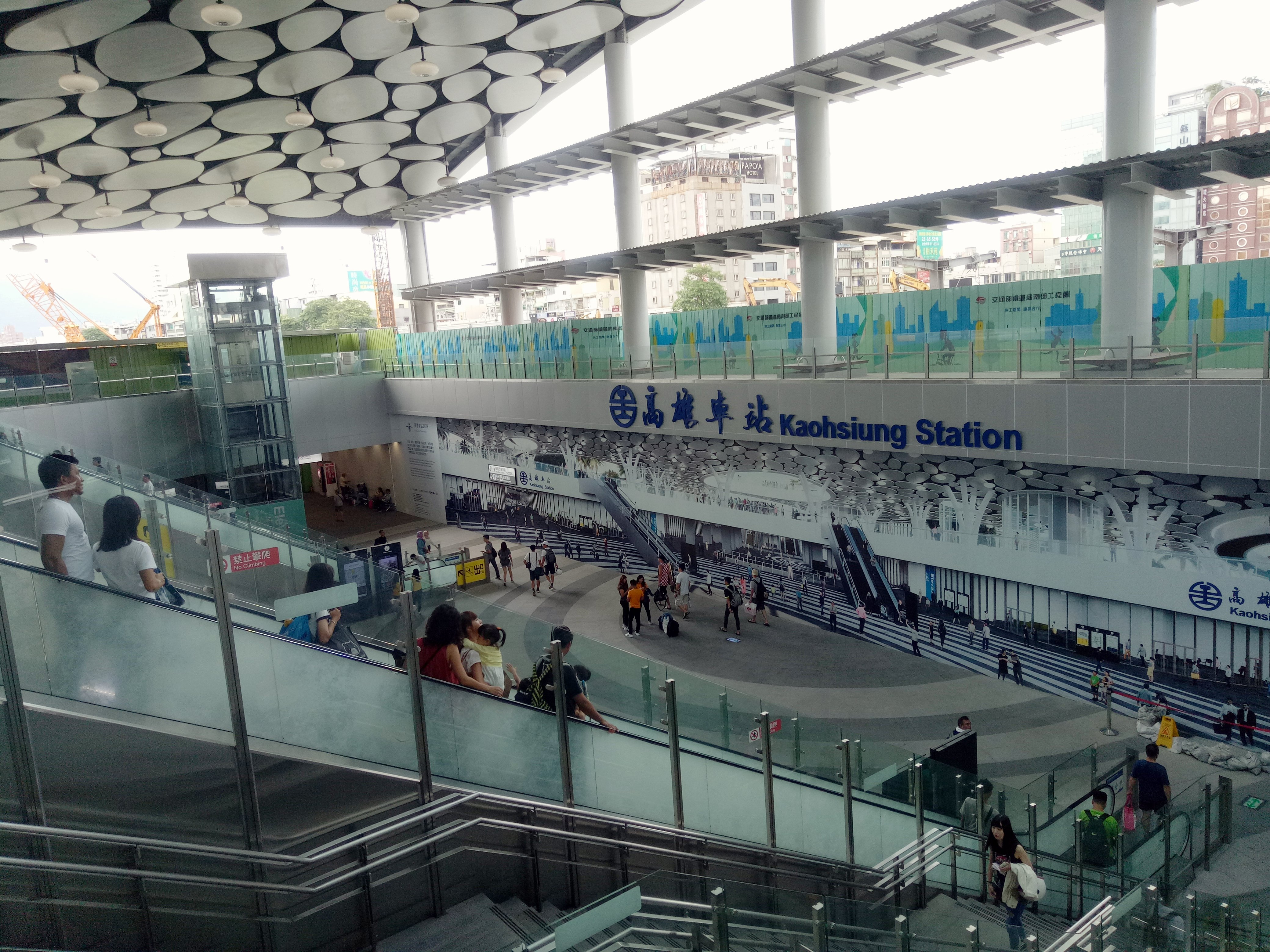
高雄車站，北側站體尚未完工

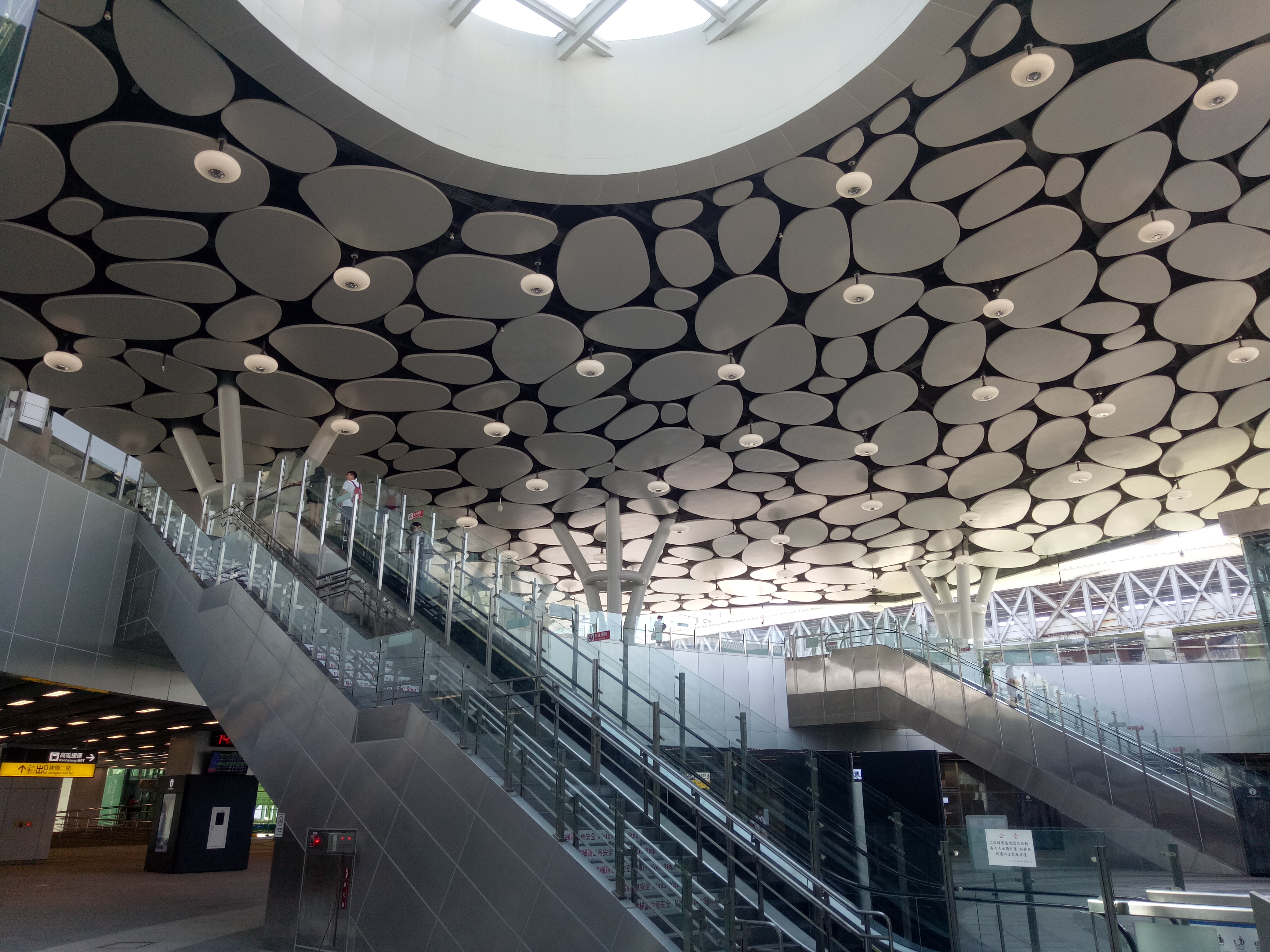
高雄車站入口處

高雄車站鐵路地下化後的新站，由麥肯諾建築事務所荷蘭建築師法蘭馨·侯班設計，頂棚天花板採用不規則圓形構造，呼應廟埕燈籠、樹蔭的設計意象。帝冠式設計的高雄火車站舊站房則移回車站中軸線，置於新車站南方廣場入口。
車站廣場上方的天棚命名為「高雄綠之丘」，為臺灣車站中最大的無柱拱頂桁架，東西向跨距677公尺、南北向跨距340公尺，挑高拱頂23公尺，由79支造型各異的花柱支撐，所用鋼構相當於1.5座艾菲爾鐵塔的重量。頂棚上方也規劃了綠園道，可供市民散步或騎乘自行車。
- 2018年10月13日：22時27分開出末班車141次自強號後，地面臨時站走入歷史，切換至地下路段。
- 2018年10月14日：高雄鐵路地下化通車，地下化站體啟用。臨時前站開始拆除；臨時後站售票處停用，部分大廳及天橋持續使用至平面通道開放。
- 2019年2月16日：臨時後站全面停用，平面月台及天橋開始拆除，平面通道開放，動線切換至南華路（建國路側）及松江街（九如路側）。
- 2021年3月8日：隨中博高架橋拆除暨臨時站西路開通工程，封閉原位於車站東側之松江街、南華路行人動線。動線切換至站西路進出。
- 2024年12月28日：地下廣場與站頂天棚開放民眾使用。
- 2025年5月25日：鐵路便當節首次在高雄車站地下一樓下沉式廣場舉辦展覽活動。
- 2025年8月11日: 由台鐵月台層通往捷運車站大廳的連通道啟用。[16]

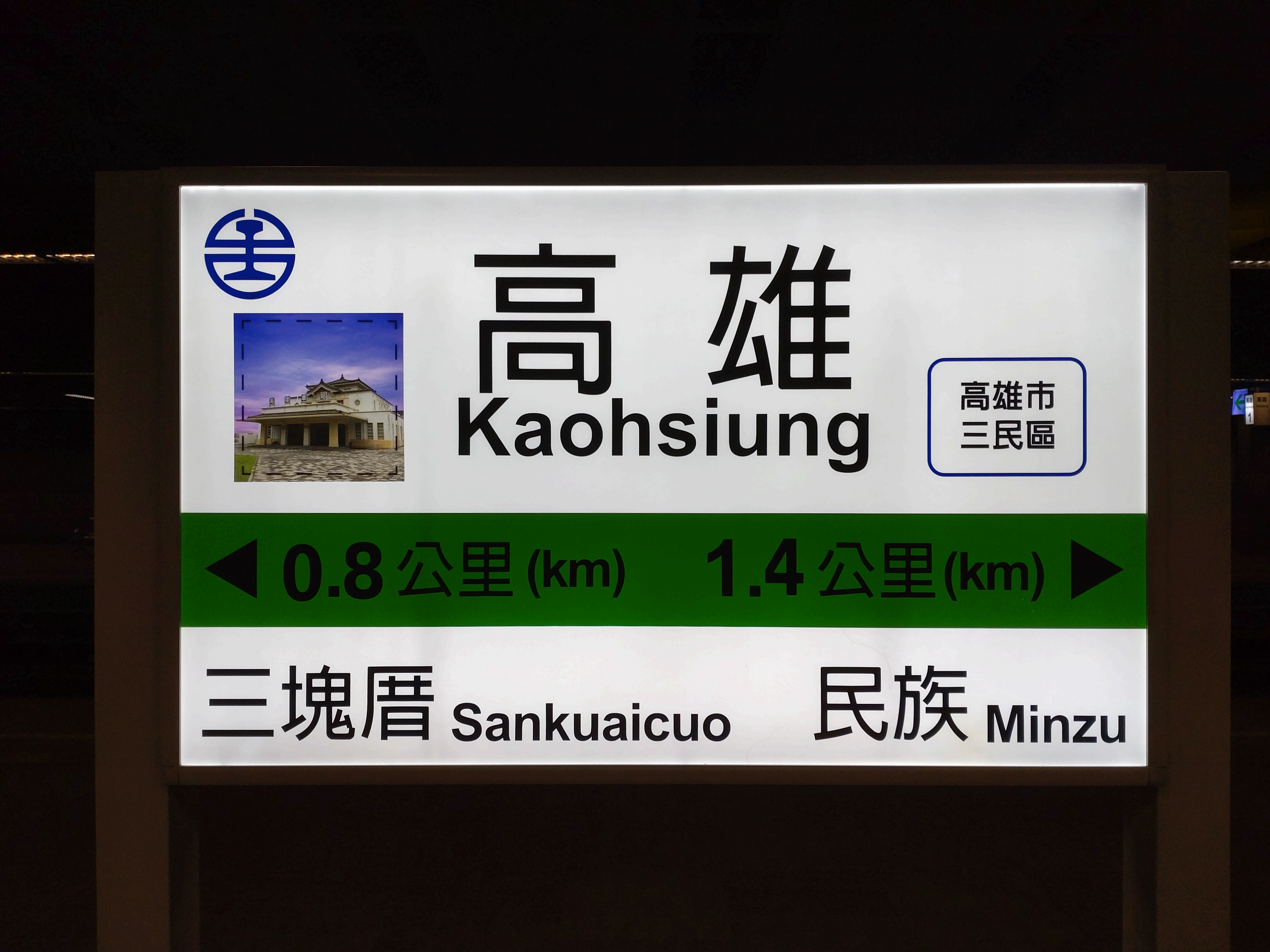
目前高雄車站相鄰車站里程告示牌

### 高雄捷運高雄車站

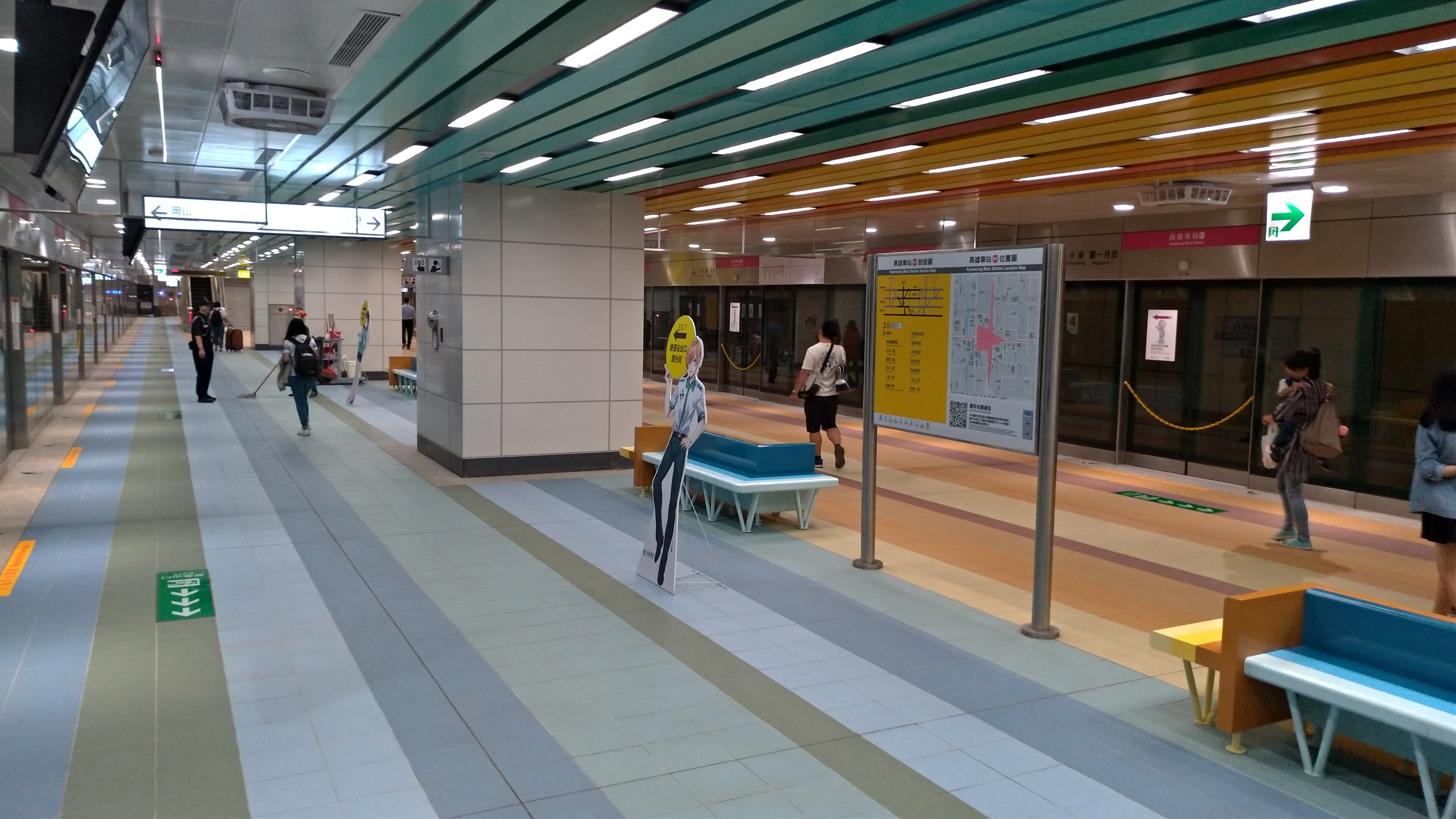
捷運永久站月台

高雄捷運高雄車站編號R11，於2008年3月9日隨著高雄捷運紅線「橋頭火車站－小港」段正式通車而啟用，不過因為鐵路地下化時程問題，只先在永久站體預定位置的南北端，分別興建可供一組三節捷運電聯車停靠的臨時站體、及通風口和逃生設施，之間以弧形的臨時隧道繞過永久站體施工地點。永久站體位於台鐵地下化新站體的最底層，而於鐵路地下化工程時一併興建，已於2018年9月5日啟用新地下化捷運站。
- 2014年11月29日：臨時站上行臨時軌廢止，改行永久軌。
- 2014年12月13日：臨時站下行臨時軌廢止，改行永久軌[17]。
- 2018年4月25日：高捷公司表示，捷運高雄車站配合鐵路地下化改建及裝修，工程順利，預計可配合鐵路地下化一併在2018年9月啟用[18][19]。
- 2018年6月20日：高雄捷運宣布，自6月20日起，針對捷運高雄車站永久站展開通車前試運轉，包括各站列車到站時間調整、營運時段安排測試列車模擬自動化運轉、月台門等各項車站設備測試，提醒乘客可透過車站內臨時資訊螢幕及時刻表掌握列車到站訊息，遇試運轉列車請勿上車。此為依據相關規範進行通車前新車站一系列測試與試運轉，為初履勘作業預作準備，其中目前營運的臨時站，將以加裝臨時性資訊螢幕及張貼大型時刻表，取代站內原跑馬燈、MOD電視所提供列車到站訊息。測試期間會在列車營運時段同步安排測試列車，行駛於高雄車站至楠梓加工區站間，模擬自動化運轉，同時進行月台門等各項車站設備測試，每日停靠測試約80至100趟次。測試過程部分車站將會出現營運列車及測試列車交替進站狀況，為避免乘客誤乘，測試列車車門都設有阻隔設施，提醒乘客該列車不提供載客服務[20]。
- 2018年6月25日：高雄鐵路地下化工程原定8月底通車，目前仍有4站消防安檢等檢測未完成，預估需延至9、10月才能通車；配合鐵路地下化的高捷新高雄車站工程進展順利，可能比台鐵先通車，預計8月底履勘。高捷表示，新站將照原本預定的8月底前完成初、履勘，為免新、舊站兩頭忙，希望能先通車[21]。
- 2018年7月26日：高雄市政府交通局初勘高捷高雄車站，完成「有條件同意初勘合格」的結論，預計8月底啟用[22]。
- 2018年9月5日：臨時站停用，永久站和通往台鐵地下化站體大廳的二號出口正式啟用[23][24]。
- 2024年12月28日：隨台鐵地下廣場開放，捷運站北側大廳和三號出口正式啟用。[25]
- 2025年2月22日：捷運站一號出口及四號出口正式啟用。

### 高鐵高雄車站
2024年12月28日，行政院宣布臺灣高速鐵路南延屏東路線採取進入高雄車站的「高雄方案」，預估2039年通車。
高鐵高雄車站位於台鐵車站北側，月台位於地下三樓。

## 車站概要
高雄車站在台鐵的等級為特等站。台鐵車站原前站面對南方、中山一路底與建國二路口，原後站面對北方、博愛一路底與九如二路口。現行營運中站體為2018年鐵路地下化第一期工程中完工的地下化站體，高捷與台鐵部分分別於9月5日、10月14日啟用。2002年啟用的臨時站體已停用陸續拆除中。原供車輛行駛，穿越車站並連接中山路、博愛路的中山地下道已封閉，另築臨時的中博高架橋，鐵路地下化中計畫以環繞車站的平面道路取代。
目前高雄車站已依照地下化改建工程切換至地下車站，地面工程於2025年全部完工。地上預定興建大型商用建築，並於地面設置可供車輛通行的車道；地下第一層為台鐵售票處與候車大廳；地下第二層為臺鐵月臺以及相應的軌道；地下第三層設置臺鐵、高鐵、捷運轉乘區；地下第四層則為高雄捷運紅線月臺，捷運車站編號為R11。
可於站外「高雄車站（中山路）」、「高雄車站（建國路）」、「高雄車站（站東路）」、「建國站」、「高雄車站（九如路）」公車站轉乘33條公車路線、11條國道客運路線、3條公路客運路線、2條公車式小黃路線，或租借YouBike。

## 車站構造

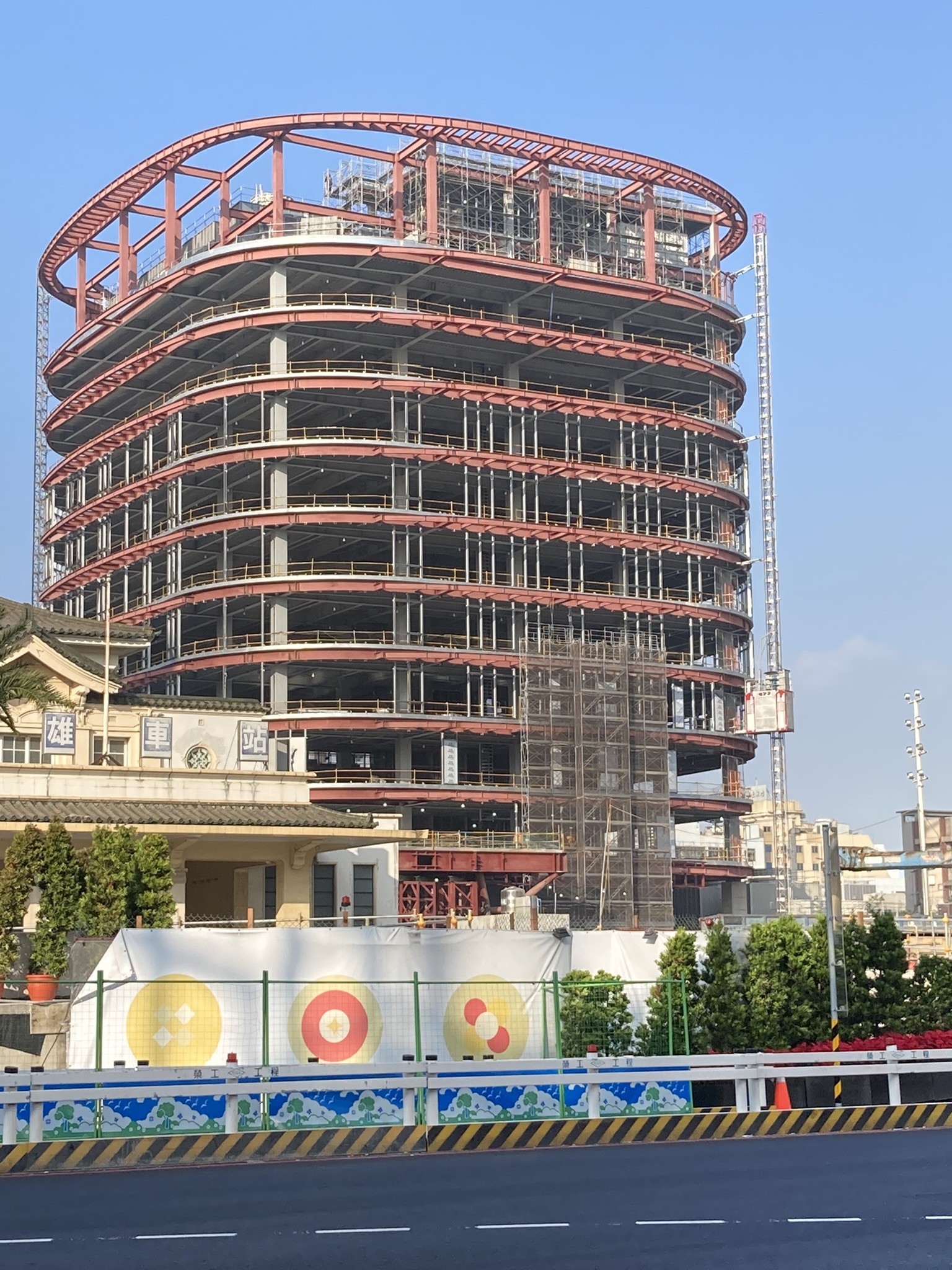
興建中的高雄車站旅館大樓

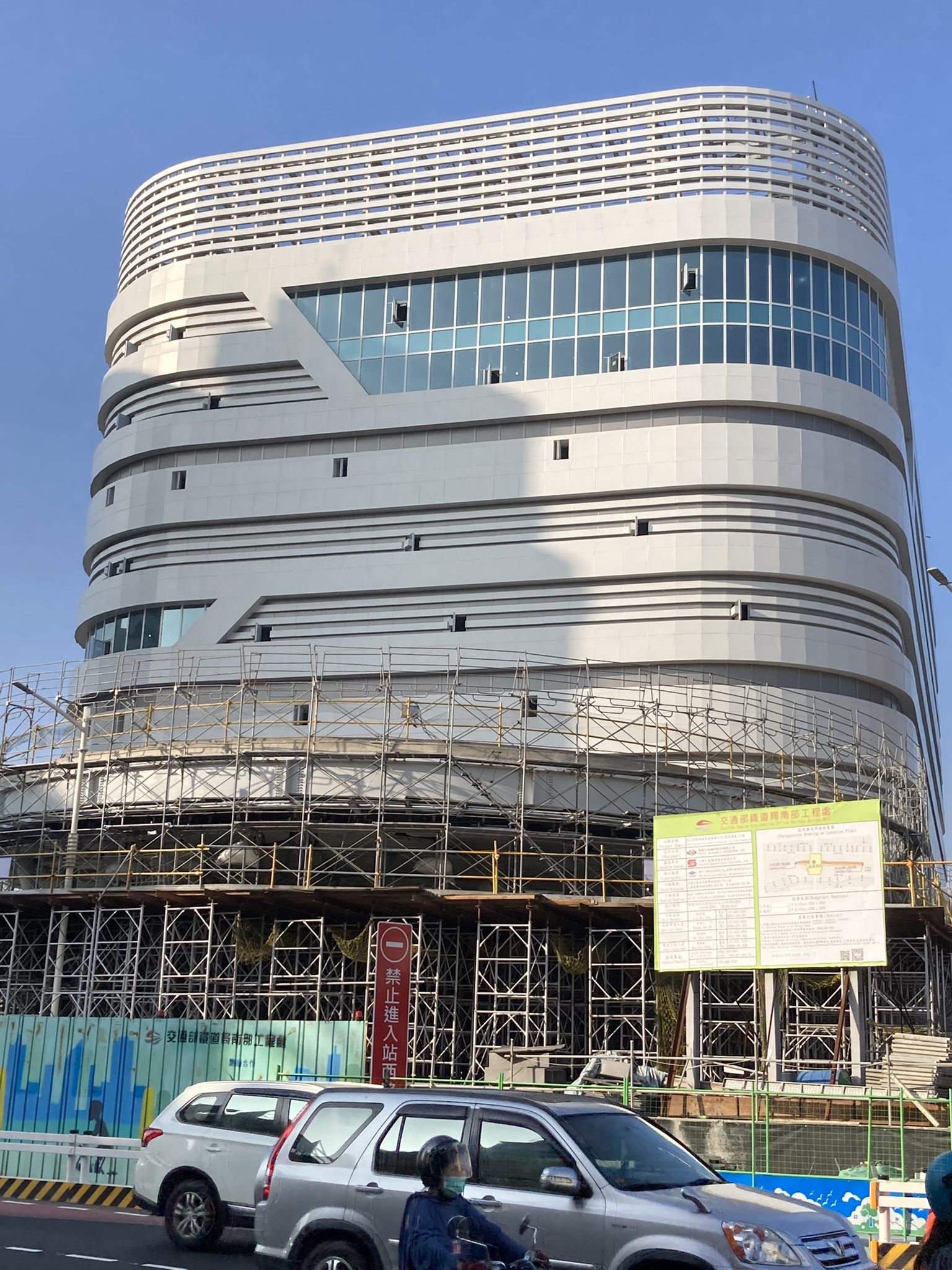
興建中的高雄車站商場大樓

車站B1為商業空間、捷運入口及售票處；候車大廳與前往各月臺的通道口則皆位於B1。目前台鐵地下化站體共設置2座島式月台、4股道，並可於地下三樓轉乘高雄捷運。

### 車站樓層
| 地上三樓  | 天棚層                                                            | 天棚、自行車休憩站 |
| 地面      | 地面層                                                            | 出入口 |
| 地下 一樓 | 大廳層                                                            | 台鐵售票處、驗票閘門、候車室、商店區、洗手間、鐵路警察局、捷運一號出口、捷運二號出口、捷運三號出口、捷運四號出口、台鐵便當本舖、台鐵便當販賣台 |
| 地下 二樓 | 捷運商場                                                          | 高雄駅一番街（主題美食街）、廁所 |
| 地下 二樓 | 1A月臺                                                            | 臺灣鐵路西部幹線、南迴線、東部幹線 往 屏東、潮州、臺東、花蓮 方向                                                                              |
| 地下 二樓 | 島式月台                                                          | |
| 地下 二樓 | 1B月臺                                                            | 臺灣鐵路西部幹線、南迴線、東部幹線 往 屏東、潮州、臺東、花蓮 方向                                                                              |
|           | 2A月臺                                                            | 臺灣鐵路西部幹線、北迴線、東部幹線 往 臺南、臺中、臺北、花蓮 方向                                                                              |
| 島式月台  |                                                                   | |
| 2B月臺    | 臺灣鐵路西部幹線、北迴線、東部幹線 往 臺南、臺中、臺北、花蓮 方向 | |
| 地下 三樓 | 穿堂層                                                            | 捷運車站大廳、詢問處、自動售票機、驗票閘門、廁所 高雄駅一番街（動漫電玩街）、台鐵轉乘大廳                                                      |
| 地下 四樓 | 1號月台                                                           | ← 高雄捷運紅線 往小港方向（美麗島站） |
| 地下 四樓 | 島式月台，左側車門將會開啟                                        | |
| 地下 四樓 | 2號月台                                                           | 高雄捷運紅線 往岡山車站方向（後驛站）→ |

### 高雄捷運
配合高雄市區鐵路地下化計畫，與台鐵高雄車站共構，惟因台鐵鐵路地下化時程較晚，因此先行設置臨時車站，位於永久車站之南側，月台以3節車廂長度規模設計。永久車站結構體由交通部鐵路改建工程局（今交通部鐵道局）一併施作，建築裝修部分則由高雄市政府捷運工程局交由高雄捷運公司施作。為配合永久站體施工，臨時車站北側先行設置兩彎曲的潛盾隧道繞過施工中永久站區；上行永久軌於2014年11月29日完工切換、下行軌道於同年12月13日進行切換，永久月台部分於2018年9月5日完工啟用，而臨時軌隧道因與永久站工程結構相牴觸故填封。目前永久站因高雄車站地下化工程尚未完成，部分區域並未開放。

#### 捷運出口
高雄車站永久站有四個出口：
| 出入口                          | 圖片 | 出入口資訊                                                               |
| ------------------------------- | ---- | ------------------------------------------------------------------------ |
| 出入口1 · 設有電梯 · 設有手扶梯 |      | 汽車停車場、機車南側停車場、計程車招呼站(尚未啟用)、建國二路、中山一路。 |
| 出入口2 · 設有電梯 · 設有手扶梯 |      | 台鐵車站大廳、中央廣場、建國二路、中山一路、高雄駅一番街。               |
| 出入口3 · 設有電梯 · 設有手扶梯 |      | 中央廣場、九如二路、博愛一路。                                           |
| 出入口4 · 設有電梯 · 設有手扶梯 |      | 九如二路、博愛一路。                                                     |
| 註： 設有電梯 \| 設有手扶梯     |      |                                                                          |

#### 車站樓層
目前規劃有附屬建築群為地上九樓地下三樓的購物中心及飯店。
| 天棚層   | 天棚     | 天棚、自行車休憩站                             |
| 地面層   | 廣場     | 歷史車站、公車轉運站、長途客運轉運站、商業空間 |
| 地下一樓 | 車站大廳 | 售票處、自動售票機、停車場、驗票閘門           |
| 地下二樓 | 月台層   | 台鐵月台、捷運商場                             |
| 地下三樓 | 轉乘區   | 台鐵、捷運轉乘大廳、捷運商場                   |
| 地下四樓 | 月台層   | 捷運月台                                       |

#### 地上規劃
- 高雄公車站：規劃以車專三用地（站西區）設置市區公車轉運站，提供轉運服務。
- 高雄轉運站：定位為高雄市長途客運轉運中心，設置20席月台，提供轉運服務，改善周邊交通、提升旅客搭車品質，並規劃利用鐵路地下化後地面騰空出來路廊興建大眾運輸專用道連接國道高速公路。[28]
- 平面道路
  - 高雄車站特定區中山路、博愛路南北穿越方式，綜合考量車站特定區整體意象完整性，及因應防洪、台鐵、捷運軌道工程風險、都市景觀及公共運輸形象等因素，將原先規劃的新中博地下道方案取消，中山路、博愛路南北穿越將改以平面化方式規劃，採環抱車站特定區之方式連接中山路與博愛路。
  - 站區整體規畫完工後，原有的連接南北中山路與博愛路的中博高架橋已於2021年2月27日開始拆除。替代其原有功能的站西路已於2021年3月8日通車使用。

其餘規劃則有連通綠園道的綠地和單車坡道。

### 臨時站房時期
臺鐵高雄車站於鐵路地下化時期的臨時站房，於前站、後站皆為地上3層建築，前、後站與各月臺間並以人行天橋相互連結。含島式月臺4座、共13股道，目前均已拆除。

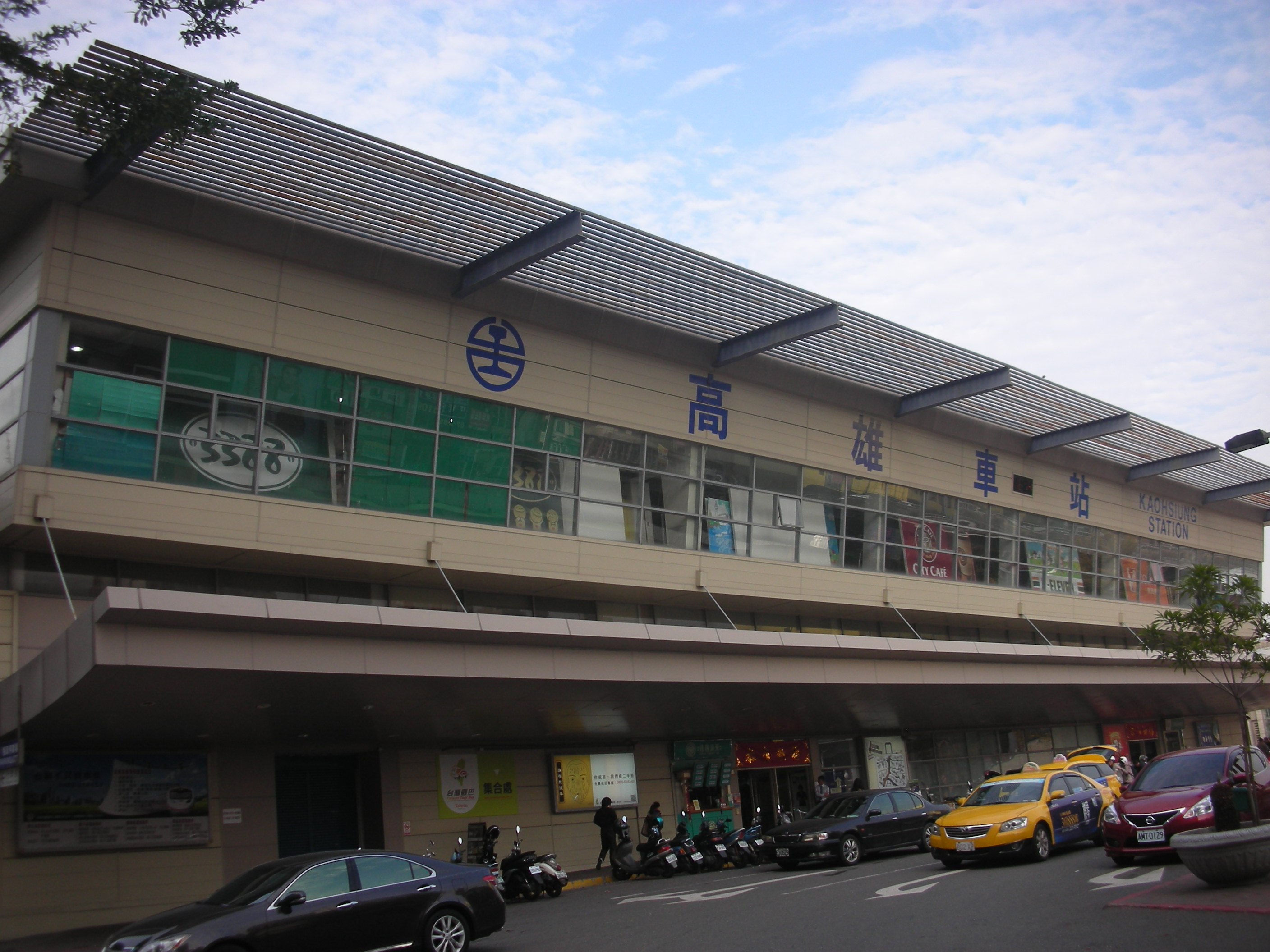
高雄臨時站前站
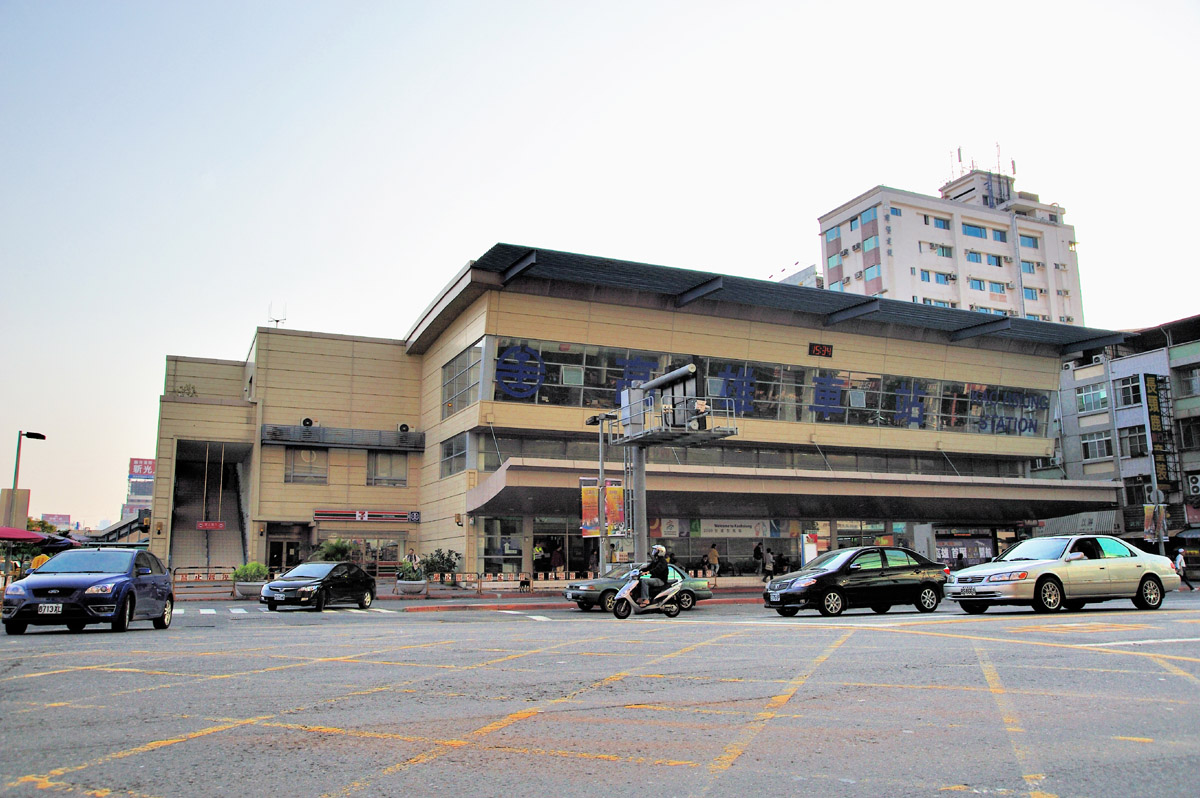
高雄臨時站後站
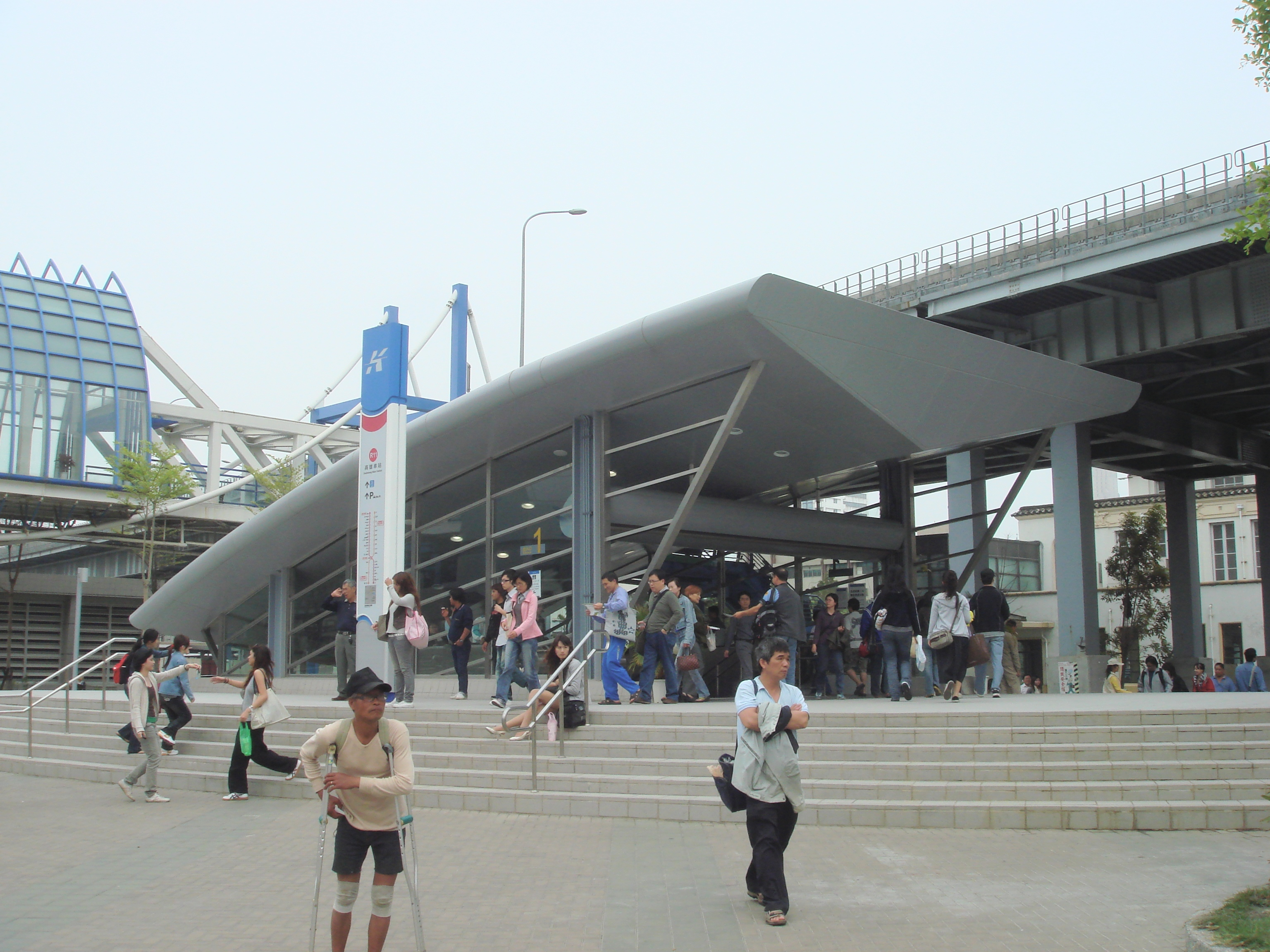
捷運車站臨時站出入口
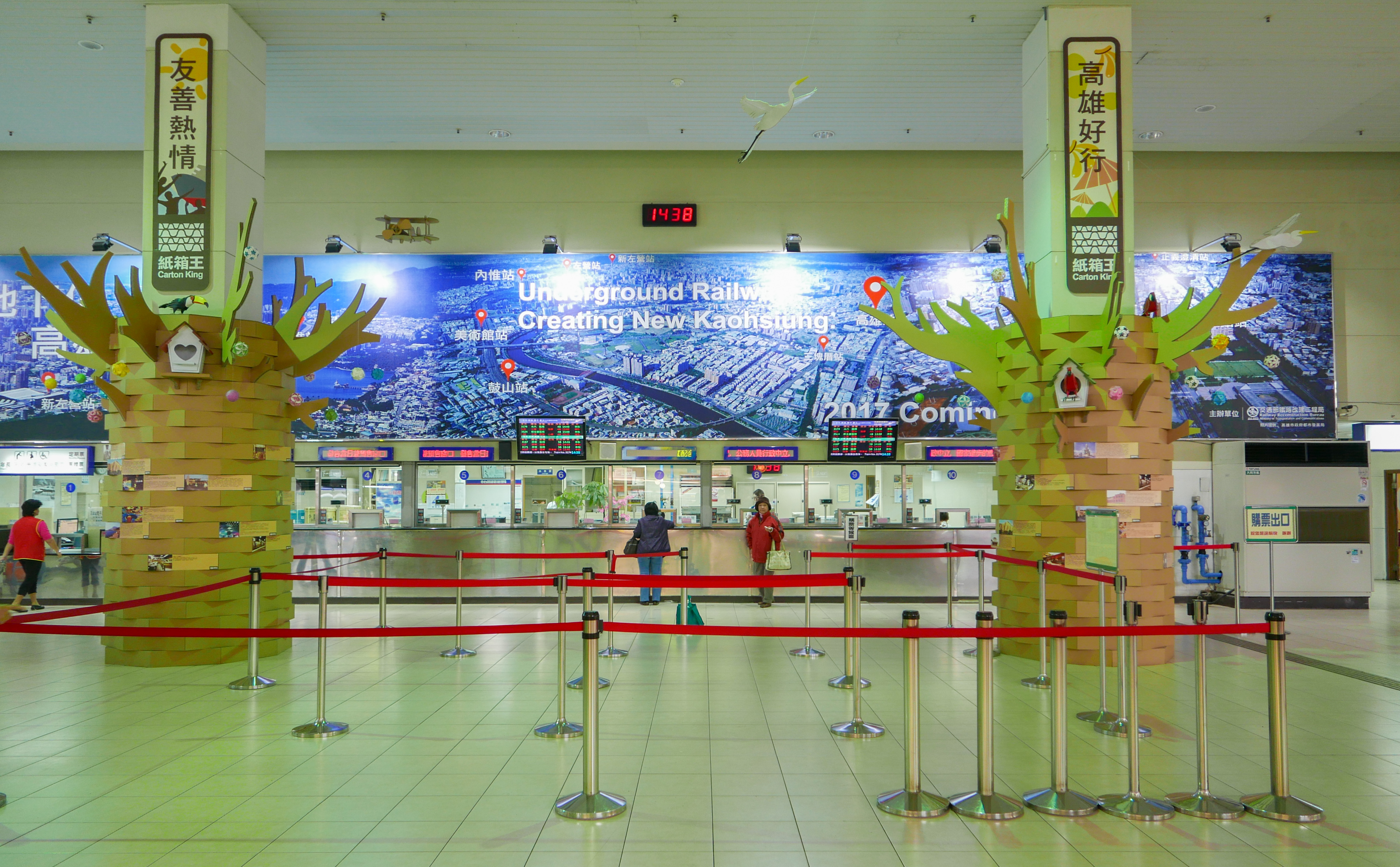
臨時站台鐵售票處

| 三樓 | 驗票口、候車區 | 驗票閘門、非對號自動售票機、廁所、商店、憲兵服務台、付費區（月臺空橋） |
| 二樓 |                | 站長室、總務室、麥當勞                                                 |
| 一樓 | 車站大廳       | 售票處、自動售票機、廁所、鐵路警察局高雄分駐所、商店、旅遊諮詢台       |

臺鐵臨時車站的前站、後站皆為地上三層建築，前、後站與各月臺間並以人行天橋相互連結。地面有島式月台四座，十三條股道，其中八條為停靠軌。以前站來看，第一月臺（機迴用，平時不使用，偶有通勤電車、平快停靠）是在最前面靠近前站出口的位置，第四月臺是在接近後站出口的位置。
軌道
｜｜□｜｜｜｜□｜｜□｜｜｜□｜｜
左起第一股道（南側）
| 1     | （無月臺） | █ 調車線         | N/A                            |
| 2 3   | 1A 1B      | █ 機迴線         | 公務用                         |
| 2 3   | 1A 1B      | █ 機迴線         | 高雄機廠通勤列車用             |
| 4 5   | （無月臺） | █ 調車線         | N/A                            |
| 6 7   | 2A 2B      | █ 縱貫線（上行） | 往 臺南、嘉義、臺中、臺北 方向 |
| 8 9   | 3A 3B      | █ 屏東線（下行） | 往 鳳山、屏東、枋寮 方向       |
| 8 9   | 3A 3B      | █ 南迴線（下行） | 往 大武、知本、臺東 方向       |
| 10    | （無月臺） | █ 調車線         | N/A                            |
| 11 12 | 4A 4B      | █ 臺東線（上行） | 往 臺東、玉里、花蓮 方向       |
| 13    | （無月臺） | █ 調車線         | N/A                            |

軌道
｜｜□｜｜｜□｜｜□
左起第一股道（南側）
因地下化工程實施，目前僅使用（上行）第1月臺（第三股道於第一月臺改建後拆除）、（下行）第2月臺及3A月臺，3B月臺與第4月臺封閉施工。
| 1    | （無月臺） | █ 調車線               |                            |
| 2    | 1A         | █ 西部幹線（上行）     | 往 臺南、嘉義、彰化方向    |
| 4    | 1B         | █ 縱貫線（上行）       | 往 左營、新左營、中洲方向  |
| 5    | （無月臺） | █ 調車線               |                            |
| 6    | 2A         | █ 屏東線（下行）       | 往 鳳山、屏東、枋寮 方向   |
| 7    | 2B         | █ 屏東線（下行）       | 往 九曲堂、潮州、鎮安 方向 |
| 8    | 3A         | █ 屏東、南迴線（下行） | 往 知本、臺東 方向         |
| 9-13 | 3B-4月臺   | █ 2011年3月19日        | 封閉停用。                 |

軌道
□｜｜｜□｜｜□｜｜
左起第九股道（南側）

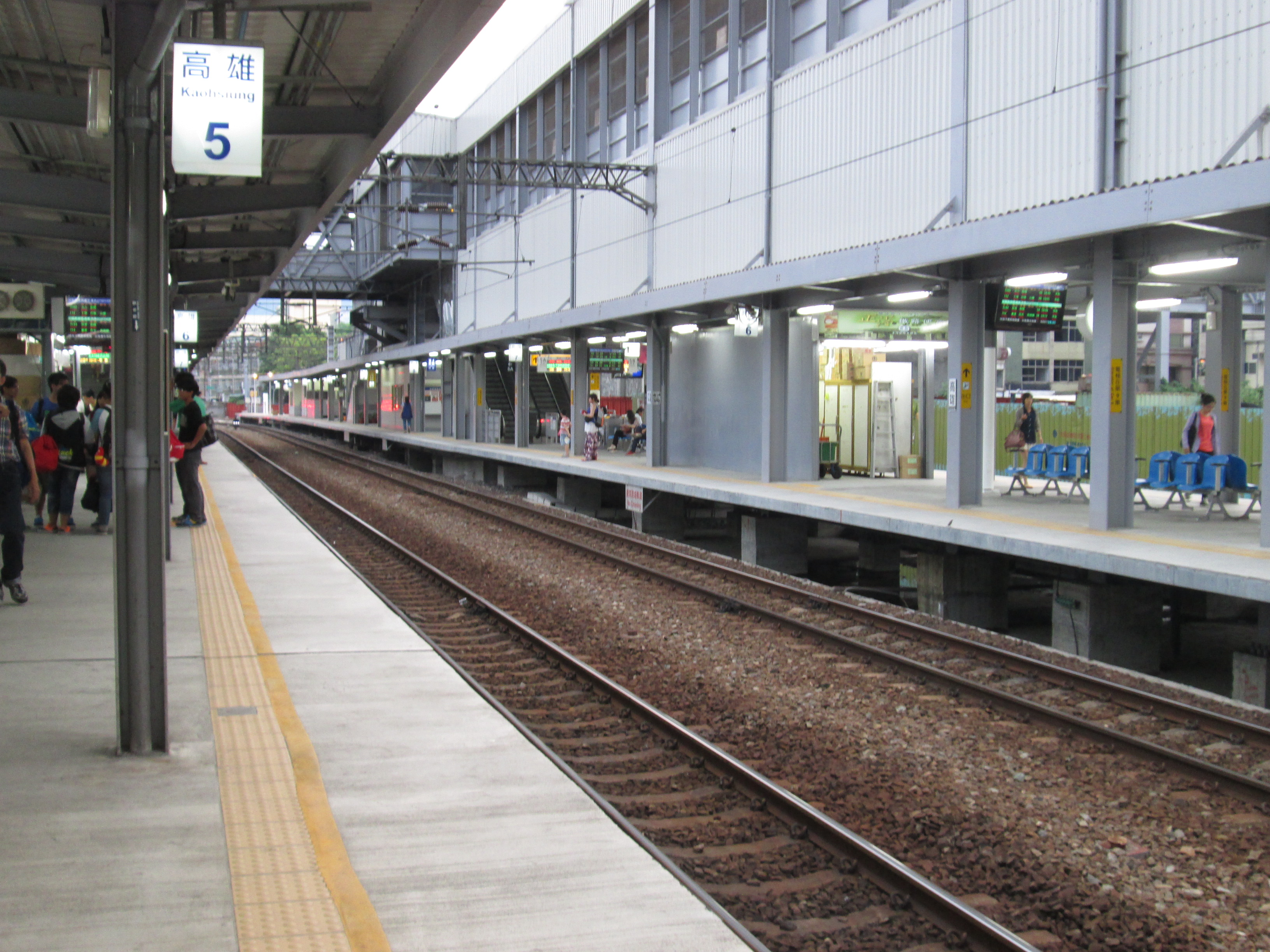
臨時站4B月台（左），5A月台（右）

配合地下化工程實施，自2012年5月27日切換使用第4月臺、第5月臺及3B月臺的臨時月臺，原第1、2、3A月臺停用拆除。
| 1-8 | 1-3A月臺   | █ 2012年5月27日                                                | 拆除停用。                                       |
| 9   | 3B         | █ 西部幹線 (上行)                                              | 往 臺南、嘉義、斗六、豐原、臺北、七堵、基隆 方向 |
| 9   | 3B         | █ 東部幹線（直通下行）                                         | 往 花蓮、臺東 方向                               |
| 9   | 3B         | █ 屏東線（下行）                                               | 往 屏東、潮州、枋寮 方向                         |
| 9   | 3B         | █ 南迴線（下行） █ 東部幹線（直通上行） █ 西部幹線（直通下行） | 往 臺東、花蓮、臺北 方向                         |
| 10  | （無月臺） | █ 調車線                                                       |                                                  |
| 11  | 4A         | █ 西部幹線（上行）                                             | 往 臺南、嘉義、斗六、豐原、臺北、七堵、基隆 方向 |
| 12  | 4B         | █ 西部幹線（上行）                                             | 往 花蓮方向                                      |
| 13  | 5A         | █ 屏東線（下行） █ 南迴線（下行）                              | 往 屏東、潮州、枋寮 、臺東、花蓮 方向            |
| 14  | 5B         | █ 南迴線（下行） █ 東部幹線（直通上行）                        | 往 臺東、花蓮 方向                               |
| 15  | （無月臺） | █ 調車線                                                       |                                                  |

軌道
□｜｜｜□｜｜□｜
左起第九股道（南側）

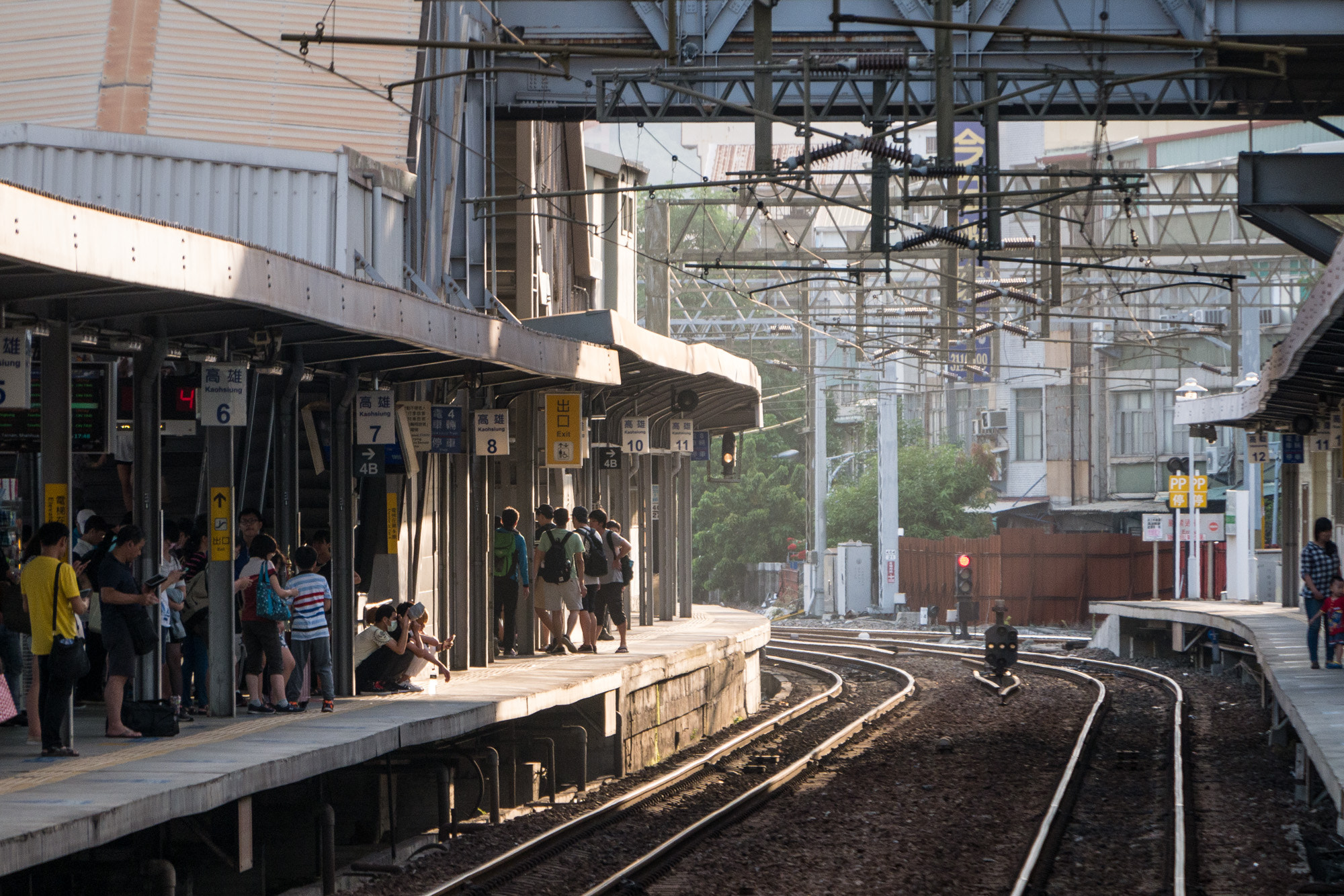
臨時站4B月台（左），5A月台（右）

配合地下化工程實施，此第15股道的調車線於2015年12月停用拆除
| 1-8 | 1-3A月臺         | █ 2012年5月27日                                                | 拆除停用。                                       |
| 9   | 3B               | █ 西部幹線 (上行)                                              | 往 臺南、嘉義、斗六、豐原、臺北、七堵、基隆 方向 |
| 9   | 3B               | █ 東部幹線（直通下行）                                         | 往 花蓮、臺東 方向                               |
| 9   | 3B               | █ 屏東線（下行）                                               | 往 屏東、潮州、枋寮 方向                         |
| 9   | 3B               | █ 南迴線（下行） █ 東部幹線（直通上行） █ 西部幹線（直通下行） | 往 臺東、花蓮、臺北 方向                         |
| 10  | （無月臺）       | █ 調車線                                                       |                                                  |
| 11  | 4A               | █ 西部幹線（上行）                                             | 往 臺南、嘉義、斗六、豐原、臺北、七堵、基隆 方向 |
| 12  | 4B               | █ 西部幹線（上行）                                             | 往 花蓮方向                                      |
| 13  | 5A               | █ 屏東線（下行） █ 南迴線（下行）                              | 往 屏東、潮州、枋寮 、臺東、花蓮 方向            |
| 14  | 5B               | █ 南迴線（下行） █ 東部幹線（直通上行）                        | 往 臺東、花蓮 方向                               |
| 15  | （無月臺）調車線 | █ 2015年12月                                                   | 拆除停用。                                       |

## 利用狀況
根據2024年資料，本站每日旅運量約為28,769，在台鐵各站中排行第10名。捷運高雄車站2024年日均進出人次為26,658人，在高雄捷運系統中排名第2名。
| 1946—2007年（臺灣鐵路管理局） | 1946—2007年（臺灣鐵路管理局） | 1946—2007年（臺灣鐵路管理局） | 1946—2007年（臺灣鐵路管理局） | 1946—2007年（臺灣鐵路管理局） | 1946—2007年（臺灣鐵路管理局） | 1946—2007年（臺灣鐵路管理局） |
| 年                            | 年間                          | 年間                          | 年間                          | 年間                          | 1日平均                       | 1日平均                       |
| 年                            | 上車                          | 下車                          | 計                            | 來源                          | 上車                          | 上下車                        |
| ----------------------------- | ----------------------------- | ----------------------------- | ----------------------------- | ----------------------------- | ----------------------------- | ----------------------------- |
| 無資料                        |                               |                               |                               |                               |                               |                               |
| 1946                          | 1,790,161                     | 1,507,359                     | 3,297,520                     | [ 29 ]                        | 4,905                         | 9,034                         |
| 無資料                        |                               |                               |                               |                               |                               |                               |
| 1952                          | 1,060,657                     | 1,121,788                     | 2,182,445                     | [ 30 ]                        | 2,898                         | 5,963                         |
| 1953                          | 1,094,210                     | 1,065,399                     | 2,159,609                     | [ 30 ]                        | 2,998                         | 5,917                         |
| 1954                          | 1,165,276                     | 1,131,294                     | 2,296,570                     | [ 30 ]                        | 3,193                         | 6,292                         |
| 無資料                        |                               |                               |                               |                               |                               |                               |
| 1961                          | 3,164,013                     | 3,208,328                     | 6,372,341                     | [ 31 ]                        | 8,669                         | 17,458                        |
| 1962                          | 2,962,633                     | 2,996,289                     | 5,958,922                     | [ 31 ]                        | 8,117                         | 16,326                        |
| 1963                          | 2,928,029                     | 2,985,727                     | 5,913,756                     | [ 31 ]                        | 8,022                         | 16,202                        |
| 1964                          | 3,184,262                     | 3,248,268                     | 6,432,530                     | [ 31 ]                        | 8,700                         | 17,575                        |
| 1965                          | 3,521,244                     | 3,538,217                     | 7,059,461                     | [ 31 ]                        | 9,647                         | 19,341                        |
| 1966                          | 3,837,783                     | 3,862,365                     | 7,700,148                     | [ 31 ]                        | 10,514                        | 21,096                        |
| 1967                          | 4,326,091                     | 4,420,556                     | 8,746,647                     | [ 31 ]                        | 11,852                        | 23,963                        |
| 1968                          | 4,905,421                     | 4,968,729                     | 9,874,150                     | [ 31 ]                        | 13,403                        | 26,979                        |
| 1969                          | 5,319,026                     | 5,343,349                     | 10,662,375                    | [ 31 ]                        | 14,573                        | 29,212                        |
| 1970                          | 5,488,851                     | 5,519,167                     | 11,008,018                    | [ 31 ]                        | 15,038                        | 30,159                        |
| 1971                          | 5,798,616                     | 5,845,117                     | 11,643,733                    | [ 31 ]                        | 15,887                        | 31,901                        |
| 1972                          | 6,318,061                     | 6,396,927                     | 12,714,988                    | [ 31 ]                        | 17,262                        | 34,740                        |
| 1973                          | 6,583,222                     | 6,396,927                     | 12,980,149                    | [ 31 ]                        | 18,036                        | 35,562                        |
| 1974                          | 6,860,450                     | 6,885,315                     | 13,745,765                    | [ 31 ]                        | 18,796                        | 37,660                        |
| 1975                          | 6,150,070                     | 7,267,093                     | 13,417,163                    | [ 31 ]                        | 16,850                        | 36,759                        |
| 1976                          | 7,797,802                     | 7,563,466                     | 15,361,268                    | [ 31 ]                        | 21,305                        | 41,971                        |
| 1977                          | 7,344,822                     | 7,096,787                     | 14,441,609                    | [ 31 ]                        | 20,123                        | 39,566                        |
| 1978                          | 6,507,369                     | 6,102,243                     | 12,609,612                    | [ 31 ]                        | 17,828                        | 34,547                        |
| 1979                          | 6,211,215                     | 6,834,199                     | 13,045,414                    | [ 32 ]                        | 17,017                        | 35,741                        |
| 1980                          | 6,574,444                     | 7,341,769                     | 13,916,213                    | [ 32 ]                        | 17,963                        | 38,022                        |
| 1981                          | 6,450,262                     | 7,034,521                     | 13,484,783                    | [ 32 ]                        | 17,672                        | 36,945                        |
| 1982                          | 6,838,416                     | 7,737,848                     | 14,576,264                    | [ 32 ]                        | 18,735                        | 39,935                        |
| 1983                          | 6,894,823                     | 8,100,908                     | 14,995,731                    | [ 32 ]                        | 18,890                        | 41,084                        |
| 1984                          | 7,044,314                     | 8,232,165                     | 15,276,479                    | [ 32 ]                        | 19,247                        | 41,739                        |
| 1985                          | 7,197,079                     | 7,867,649                     | 15,064,728                    | [ 32 ]                        | 19,718                        | 41,273                        |
| 1986                          | 7,124,050                     | 7,501,709                     | 14,625,759                    | [ 32 ]                        | 19,518                        | 40,071                        |
| 1987                          | 6,700,956                     | 7,379,653                     | 14,080,609                    | [ 32 ]                        | 18,359                        | 38,577                        |
| 1988                          | 6,352,969                     | 7,063,195                     | 13,416,164                    | [ 32 ]                        | 17,358                        | 36,656                        |
| 1989                          | 6,332,339                     | 7,007,461                     | 13,339,800                    | [ 32 ]                        | 17,349                        | 36,547                        |
| 1990                          | 6,230,770                     | 6,947,898                     | 13,178,668                    | [ 33 ]                        | 17,071                        | 36,106                        |
| 1991                          | 6,384,570                     | 7,124,179                     | 13,508,749                    | [ 34 ]                        | 17,492                        | 37,010                        |
| 1992                          | 6,945,003                     | 7,873,581                     | 14,818,584                    | [ 35 ]                        | 18,975                        | 40,488                        |
| 1993                          | 7,520,570                     | 8,816,245                     | 16,336,815                    | [ 36 ]                        | 20,604                        | 44,758                        |
| 1994                          | 8,212,188                     | 9,477,040                     | 17,689,228                    | [ 37 ]                        | 22,499                        | 48,464                        |
| 1995                          | 8,326,066                     | 9,663,914                     | 17,989,980                    | [ 38 ]                        | 22,811                        | 49,288                        |
| 1996                          | 8,012,958                     | 9,281,713                     | 17,294,671                    | [ 39 ]                        | 21,893                        | 47,253                        |
| 1997                          | 8,545,669                     | 9,594,806                     | 18,140,475                    | [ 40 ]                        | 23,413                        | 49,700                        |
| 1998                          | 9,102,010                     | 10,101,891                    | 19,203,901                    | [ 41 ]                        | 24,937                        | 52,613                        |
| 1999                          | 9,816,660                     | 10,649,356                    | 20,466,016                    | [ 42 ]                        | 26,895                        | 56,071                        |
| 2000                          | 12,416,840                    | 12,195,113                    | 24,611,953                    | [ 43 ]                        | 33,926                        | 67,246                        |
| 2001                          | 11,202,387                    | 11,920,991                    | 23,123,378                    | [ 44 ]                        | 30,691                        | 63,352                        |
| 2002                          | 10,530,836                    | 10,812,425                    | 21,343,261                    | [ 45 ]                        | 28,852                        | 58,475                        |
| 2003                          | 9,534,043                     | 9,759,701                     | 19,293,744                    | [ 46 ]                        | 26,121                        | 52,860                        |
| 2004                          | 9,959,662                     | 10,143,785                    | 20,103,447                    | [ 47 ]                        | 27,212                        | 54,927                        |
| 2005                          | 9,910,646                     | 10,100,083                    | 20,010,729                    | [ 48 ]                        | 27,152                        | 54,824                        |
| 2006                          | 9,715,131                     | 9,895,283                     | 19,610,414                    | [ 49 ]                        | 26,617                        | 53,727                        |
| 2007                          | 9,409,179                     | 9,715,908                     | 19,125,087                    | [ 50 ]                        | 26,528                        | 53,759                        |

| 年   | 臺灣鐵路  | 臺灣鐵路  | 臺灣鐵路   | 臺灣鐵路 | 臺灣鐵路 | 臺灣鐵路 | 高雄捷運  | 高雄捷運  | 高雄捷運   | 高雄捷運 | 高雄捷運 | 高雄捷運 | 計      | 計      |
| 年   | 年間      | 年間      | 年間       | 年間     | 1日平均  | 1日平均  | 年間      | 年間      | 年間       | 年間     | 1日平均  | 1日平均  | 1日平均 | 1日平均 |
| 年   | 上車      | 下車      | 計         | 來源     | 上車     | 上下車   | 上車      | 下車      | 計         | 來 源    | 上車     | 上下車   | 上車    | 上下車  |
| ---- | --------- | --------- | ---------- | -------- | -------- | -------- | --------- | --------- | ---------- | -------- | -------- | -------- | ------- | ------- |
| 2008 | 9,005,021 | 9,175,997 | 18,181,018 | [ 50 ]   | 24,604   | 49,675   | 3,792,379 | 3,845,606 | 7,637,985  | [ 註 4 ] | *14,098  | *28,394  | *38,702 | *78,069 |
| 2009 | 7,771,110 | 7,976,970 | 15,748,080 | [ 50 ]   | 21,291   | 43,145   | 4,714,069 | 4,758,961 | 9,473,030  | [ 52 ]   | 12,915   | 25,954   | 34,206  | 69,099  |
| 2010 | 7,906,197 | 7,980,001 | 15,886,198 | [ 53 ]   | 21,661   | 43,524   | 4,861,031 | 4,898,422 | 9,759,453  | [ 54 ]   | 13,318   | 26,738   | 34,979  | 70,262  |
| 2011 | 7,717,132 | 7,697,507 | 15,414,639 | [ 55 ]   | 21,143   | 42,232   | 5,116,253 | 5,150,919 | 10,267,172 | [ 56 ]   | 14,017   | 28,129   | 35,160  | 70,361  |
| 2012 | 7,675,776 | 7,696,071 | 15,371,847 | [ 57 ]   | 20,972   | 42,000   | 5,474,305 | 5,499,300 | 10,973,605 | [ 56 ]   | 14,957   | 29,983   | 35,929  | 71,982  |
| 2013 | 7,634,084 | 7,668,138 | 15,302,222 | [ 58 ]   | 20,915   | 41,924   | 5,545,795 | 5,539,701 | 11,085,496 | [ 56 ]   | 15,194   | 30,371   | 36,109  | 72,295  |
| 2014 | 7,537,484 | 7,611,735 | 15,149,219 | [ 59 ]   | 20,651   | 41,505   | 5,386,062 | 5,463,324 | 10,849,386 | [ 56 ]   | 14,756   | 29,724   | 35,407  | 71,229  |
| 2015 | 7,552,777 | 7,571,752 | 15,124,529 | [ 60 ]   | 20,693   | 41,437   | 5,326,281 | 5,342,749 | 10,669,030 | [ 56 ]   | 14,593   | 29,230   | 35,285  | 70,667  |
| 2016 | 7,229,976 | 7,284,279 | 14,514,255 | [ 61 ]   | 19,754   | 39,656   | 5,452,611 | 5,466,854 | 10,919,465 | [ 56 ]   | 14,898   | 29,835   | 34,652  | 69,491  |
| 2017 | 7,078,988 | 7,117,358 | 14,196,346 | [ 62 ]   | 19,394   | 38,894   | 5,362,584 | 5,409,782 | 10,772,366 | [ 56 ]   | 14,692   | 29,513   | 34,086  | 68,407  |
| 2018 | 6,708,525 | 6,705,131 | 13,413,656 | [ 63 ]   | 18,380   | 36,750   | 5,255,091 | 5,264,562 | 10,519,653 | [ 56 ]   | 14,398   | 28,821   | 32,778  | 65,571  |
| 2019 | 6,153,265 | 6,094,064 | 12,247,329 | [ 64 ]   | 16,858   | 33,554   | 5,051,071 | 5,018,604 | 10,069,675 | [ 56 ]   | 13,839   | 27,588   | 30,697  | 61,142  |
| 2020 | 4,840,110 | 4,829,247 | 9,669,357  | [ 65 ]   | 13,224   | 26,419   | 3,696,651 | 3,629,871 | 7,326,522  | [ 56 ]   | 10,100   | 20,018   | 23,324  | 46,437  |
| 2021 | 3,530,675 | 3,546,849 | 7,077,524  | [ 66 ]   | 9,673    | 19,390   | 2,576,931 | 2,531,794 | 5,108,725  | [ 56 ]   | 7,060    | 13,997   | 16,733  | 33,387  |
| 2022 | 3,649,189 | 3,673,068 | 7,322,257  | [ 67 ]   | 9,998    | 20,061   | 2,779,715 | 2,716,179 | 5,495,894  | [ 56 ]   | 7,616    | 15,057   | 17,613  | 35,118  |
| 2023 | 4,749,913 | 4,747,319 | 9,497,232  | [ 68 ]   | 13,013   | 26,020   | 4,125,729 | 4,060,553 | 8,186,282  | [ 56 ]   | 11,303   | 22,428   | 24,316  | 48,448  |
| 2024 | 5,286,307 | 5,243,005 | 10,529,312 | [ 69 ]   | 14,443   | 28,769   | 4,902,702 | 4,854,104 | 9,756,806  | [ 56 ]   | 13,395   | 26,658   | 27,838  | 55,427  |

## 停靠狀態
各級列車均有停靠。少部份列車由本站發車：
- 北上（順行）3118次區間車，以及516次莒光號。

目前西部幹線班次大多由屏東和潮州發車，東部幹線跨線列車大多由新左營發車。
南迴線跨縱貫線南段行駛的莒光號列車原需在本站更換機車頭及加掛或摘除電源行李車，因進行地下化工程，2011年9月28日起改至新左營更換機車頭及加掛或摘除電源行李車。

## 註解

### 來源資料
1. 1 2  國營臺灣鐵路股份有限公司. .  (报告). 國營臺灣鐵路股份有限公司: 20–31. 2025年5月  [2025-05-08]. （原始内容存档于2025-05-08） （中文（臺灣）及英语）.
2. ↑  好房網News. . 好房網News. 2016-01-10  [2020-08-18]. （原始内容存档于2016-03-01） （中文（臺灣））.
3. ↑  臺灣鐵路管理局高雄車站－車站簡介 的存檔，存档日期2012-09-28.
4. ↑  王御風. . 高雄畫刊. 高雄市政府新聞局. 2002年2月  [2017-02-14]. （原始内容存档于2017-02-14）.
5. 1 2 3 4 5 6 7 8 9 10 11 12  謝明勳. . 文化部文化資產局、高雄市立歷史博物館、中華民國鐵道文化協會. 2012-10-31. ISBN 978-986-03-4266-6.
6. ↑  鐵道省. . 國立國會圖書館. 1937年12月: 頁520  [2021-03-15]. （原始内容存档于2021-11-07） （日语）.
7. ↑  臺灣總督府. . . 大藏省印刷局. 1920-09-17: 頁322  [2021-06-27]. （原始内容存档于2021-10-29）. 大正九年十月一日ヨリ停車場ノ名稱中左ノ通改稱ス（日語）
8. ↑  林栭顯. . 國史館臺灣文獻館. 2006年7月: 276－279. ISBN 986-00-5566-1.
9. ↑  臺灣日日新報[](昭和16)1941-06-21
10. ↑  臺灣總督府. .  第4373號. 大藏省印刷局. 1941-05-22: 頁122  [2021-03-15]. （原始内容存档于2022-05-24） （日语）. 『昭和十六年六月二十二日ヨリ高雄停車場ヲ高雄港停車場ト改稱シ貨物ニ限リ取扱ヲ爲ス』、『昭和十六年六月二十二日ヨリ左ノ通停車場ヲ設置シ旅客、手荷物、小荷物及附随小荷物ノ取扱ヲ爲ス』 國立國會圖書館 數位典藏
11. ↑  高雄車站 的存檔，存档日期2013-12-03., 高雄市歷史博物館
12. ↑  施工挖斷電線 高雄火車站停電快7小時才復電 （页面存档备份，存于）聯合新聞網，2018-03-28
13. ↑  楊伯祿. . 風傳媒. 2016-07-08. （原始内容存档于2016-07-09）.
14. ↑  謝明勳.  (pdf). 高雄文獻. 2021, 11 (2): 150-167.
15. ↑  王勇超; 王昭月. . 2024-12-28. （原始内容存档于2024-12-30）.
16. ↑  . 自由時報. 2025-08-11  [2025-08-11] （中文（臺灣））.
17. ↑  配合高雄車站永久站工程　高雄捷運12月13日至12月14日將調整列車班距 （页面存档备份，存于），高雄市政府捷運工程局，2014年12月10日
18. ↑  〈新聞稿〉高捷R11共構新站將於8月啟用 觀光與通勤效益再提升 商機可期  （页面存档备份，存于）高雄捷運公司，2018/4/25
19. ↑  高捷新高雄車站8月開張 即日起第一階段招商 （页面存档备份，存于）聯合新聞網，2018年4月25日
20. ↑  高捷新高雄車站試運轉　別搭上測試車 （页面存档备份，存于）蘋果即時，2018年6月15日
21. ↑  地下化延誤 高捷新高雄站或先通車 （页面存档备份，存于）聯合新聞網，2018年6月25日
22. ↑  配合台鐵地下化 高捷高雄站8月底啟用 （页面存档备份，存于）聯合新聞網，2018-07-26
23. ↑  .   [2018-08-30]. （原始内容存档于2022-06-10）.
24. ↑  .   [2018-08-30]. （原始内容存档于2021-06-14）.
25. ↑  .   [2024-12-26]. （原始内容存档于2024-12-28）.
26. ↑  林巧璉. . 中央社. 2024-12-28.
27. ↑  周湘芸. . 聯合報. 2025-02-07.
28. ↑  .   [2015-07-02]. （原始内容存档于2015-07-02）.
29. ↑  臺灣省行政長官公署交通處鐵路管理委員會. . 國家圖書館 臺灣記憶 (臺灣省行政長官公署交通處鐵路管理委員會). 1947年5月: 頁28  [2020-03-21]. （原始内容存档于2020-05-01）.
30. ↑  張源、班劍初、毛一波. . 國家圖書館 臺灣記憶 (高雄市文獻委員會). 1956: 頁136–137  [2020-03-21]. （原始内容存档于2020-05-01）.
31. ↑  許桂霖. . 高雄市文獻委員會. 1985年: 91–92  [2019-10-27]. （原始内容存档于2020-05-01）. 國家圖書館
32. ↑  倪似銓, 吳敦義, 張俊彥. . 高雄市文獻委員會. 1995年: 77  [2019-10-27]. ISBN 9789570054132. （原始内容存档于2020-05-01）. 國家圖書館
33. ↑  交通部臺灣鐵路管理局.  (报告). 國家圖書館 政府統計資訊網: 頁48–59. 1991年6月  [2021-02-11]. （原始内容存档于2021-09-06）.
34. ↑  交通部臺灣鐵路管理局.  (报告). 國家圖書館 政府統計資訊網: 頁48–59. 1992年6月  [2021-02-11]. （原始内容存档于2021-09-06）.
35. ↑  交通部臺灣鐵路管理局.  (报告). 國家圖書館 政府統計資訊網: 頁48–59. 1993年6月  [2021-02-11]. （原始内容存档于2021-12-04）.
36. ↑  交通部臺灣鐵路管理局.  (报告). 國家圖書館 政府統計資訊網: 頁50–61. 1994年6月  [2021-02-11]. （原始内容存档于2021-09-06）.
37. ↑  交通部臺灣鐵路管理局.  (报告). 國家圖書館 政府統計資訊網: 頁58–69. 1995年6月  [2021-02-11]. （原始内容存档于2021-09-06）.
38. ↑  交通部臺灣鐵路管理局.  (报告). 國家圖書館 政府統計資訊網: 頁58–69. 1996年6月  [2021-02-11]. （原始内容存档于2021-09-06）.
39. ↑  交通部臺灣鐵路管理局.  (报告). 國家圖書館 政府統計資訊網: 頁64–75. 1997年6月  [2021-02-11]. （原始内容存档于2021-09-06）.
40. ↑  交通部臺灣鐵路管理局.  (报告). 國家圖書館 政府統計資訊網: 頁66–77. 1998年6月  [2021-02-11]. （原始内容存档于2021-07-07）.
41. ↑  交通部臺灣鐵路管理局.  (报告). 國家圖書館 政府統計資訊網: 頁64–75. 1999年6月  [2021-02-11]. （原始内容存档于2021-09-06）.
42. ↑  交通部臺灣鐵路管理局.  (报告). 國家圖書館 政府統計資訊網: 頁64–75. 2000年6月  [2021-02-11]. （原始内容存档于2021-09-06）.
43. ↑  交通部臺灣鐵路管理局.  (报告). 國家圖書館 政府統計資訊網: 頁64–75. 2001年6月  [2021-02-11]. （原始内容存档于2021-09-06）.
44. ↑  交通部臺灣鐵路管理局.  (报告). 臺灣鐵路管理局: 頁70~71. ISSN 1683-5913.
45. ↑  交通部臺灣鐵路管理局.  (报告). 臺灣鐵路管理局: 頁68~69. ISSN 1683-5913. （原始内容存档于2021-09-06）.
46. ↑  交通部臺灣鐵路管理局.  (报告). 臺灣鐵路管理局: 頁70~71. ISSN 1683-5913. （原始内容存档于2021-09-06）.
47. ↑  交通部臺灣鐵路管理局.  (报告). 臺灣鐵路管理局: 頁70~71. ISSN 1683-5913. （原始内容存档于2021-09-06）.
48. ↑  交通部臺灣鐵路管理局.  (报告). 臺灣鐵路管理局: 頁64~65. ISSN 1683-5913. （原始内容存档于2021-09-06）.
49. ↑  (內政部營建署)表3-54 民國 95 年度台鐵各車站全年上下車旅客統計 的存檔，存档日期2016-09-24.
50. 1 2  .   [2020-03-08]. （原始内容存档于2020-03-24）.
51. ↑  高雄捷運公司.  (PDF). 高雄市政府交通局: 頁10. 2009-01-10  [2019-10-27]. （原始内容存档 (PDF)于2019-10-27）.
52. ↑   (PDF). 高雄市政府捷運工程局: 13. 2009-01-10  [2019-10-27]. （原始内容存档 (PDF)于2019-10-27）.
53. ↑   (PDF).   [2019-06-04]. （原始内容 (PDF)存档于2011-12-29）. 臺灣鐵路管理局
54. ↑   (PDF). 高雄市政府捷運工程局: 13.   [2019-10-27]. （原始内容存档 (PDF)于2019-10-27）.
55. ↑   (PDF).   [2019-06-04]. （原始内容 (PDF)存档于2012-06-16）. 臺灣鐵路管理局
56. ↑  . 高雄市政府交通局. 2025-04-03  [2025-04-03]. （原始内容存档于2021-01-06）. 高雄市統計資訊服務網
57. ↑   (PDF).   [2019-06-04]. （原始内容 (PDF)存档于2013-06-02）. 臺灣鐵路管理局
58. ↑   (PDF).   [2019-06-04]. （原始内容 (PDF)存档于2014-05-14）. 臺灣鐵路管理局
59. ↑   (PDF).   [2019-06-04]. （原始内容 (PDF)存档于2015-09-24）. 臺灣鐵路管理局
60. ↑   (PDF).   [2019-05-16]. （原始内容 (PDF)存档于2016-07-05）. 臺灣鐵路管理局
61. ↑   (PDF).   [2019-05-16]. （原始内容 (PDF)存档于2017-08-19）. 臺灣鐵路管理局
62. ↑  . 臺灣鐵路管理局.   [2019-05-05]. （原始内容存档于2019-06-05）.
63. ↑  . 臺灣鐵路管理局.   [2019-05-25]. （原始内容存档于2019-06-04）.
64. ↑  . 臺灣鐵路管理局.   [2020-05-13]. （原始内容存档于2020-05-14）.
65. ↑  .  (报告) 中華民國109年. 臺灣鐵路管理局.   [2021-05-12]. （原始内容存档于2021-05-11）.
66. ↑  . 台灣鐵路管理局110年度年統計報表.   [2023-01-09]. （原始内容存档于2022-04-27）.
67. ↑  . 交通部台灣鐵路管理局.   [2023-12-05]. （原始内容存档于2023-10-10）.
68. ↑  國營臺灣鐵路股份有限公司. .  (报告). 國營臺灣鐵路股份有限公司: 20–31. 2024年6月  [2024-08-16]. （原始内容存档于2024-05-22） （中文（臺灣）及英语）.
69. ↑  國營臺灣鐵路股份有限公司. .  (报告). 國營臺灣鐵路股份有限公司: 20–31. 2025年5月  [2025-05-08]. （原始内容存档于2025-05-08） （中文（臺灣）及英语）.
70. ↑  .   [2019-10-27]. （原始内容存档于2021-03-09）.

## 外部連結
臺灣鐵路公司
- 國營臺灣鐵路股份有限公司 – 高雄車站 （页面存档备份，存于）
  - 臺鐵高雄站的Facebook專頁

高雄捷運公司
- 高雄車站 （页面存档备份，存于）（高雄捷運公司）
  - 捷運高雄車站 MRT Kaohsiung Main Station的Facebook專頁
- 高雄車站 - 高雄旅遊網 （页面存档备份，存于）